# FNS番組対抗!なるほど!ザ・春秋の祭典スペシャル
『FNS番組対抗!なるほど!ザ・春秋の祭典スペシャル』（エフエヌエスばんぐみたいこう なるほど ザ・はる あきのさいてんスペシャル）は、フジテレビ系列で毎年の春と秋の番組改編期に放送されていた日本の特番。かつての人気クイズ番組である『なるほど!ザ・ワールド』をメインに据えて放送されていた。1983年（昭和58年）春から1995年（平成7年）秋まで放送されていた。司会は『なるほど!ザ・ワールド』と同じく愛川欽也と楠田枝里子である。

## 概要
- フジテレビおよびFNS系列の主要人気番組・新番組の出演者などが集まり、形態を変えつつ1979年春から2009年秋まで約30年に渡って「春秋の祭典」のタイトルで放送された特番である（前身の『オールスター春秋の祭典スペシャル』から数えれば約40年になる）。
- 1960年代末に『オールスター春秋の祭典スペシャル』として開始（当初は「世紀の祭典」というタイトルで放送されており、1969年には大晦日にも日劇からの中継形式で放送されている。この頃の司会は各回の構成によって異なっていたが主に高峰三枝子、前田武彦、芳村真理、小川宏、小林大輔らが担当）。当初は大物俳優・歌手などが集結して歌謡ショーなどが中心だったが、1979年の「春の祭典」からフジテレビ・FNS系列の人気番組・新番組の出演者が集まる格好となり『オールスター家族対抗歌合戦』が主体となり番組対抗歌合戦がメインだった（この時の司会は『〜家族対抗歌合戦』と同様、萩本欽一だった。『なるほど!ザ・ワールド』自身も参加したことがある）。その後、1982年秋にクイズ番組にリニューアル、そして1983年春に当時、人気・視聴率が急上昇していた『なるほど!ザ・ワールド』をメインに据え、『春秋の祭典なるほど!ザ・ワールドスペシャル』がスタートした。当初は各番組チームが『なるほど!ザ・ワールド』のクイズに挑戦する形式だった。1984年秋からは『FNS番組対抗!なるほど!ザ・春秋の祭典スペシャル』に改題、ブロック制を導入し、各番組からのクイズも出題されるようになった。
- クイズとしては『なるほど!ザ・ワールド』を主体に進めていくが、途中でフジテレビの人気番組をブロックとして放送していた（『平成教育委員会』、『笑っていいとも!』、『クイズ!年の差なんて』など）。その際の司会はその番組の司会者が務めている。原則としてA、B、Cの3つのブロックがあり（1990年春は例外）、各ブロックの終了の時点で1番席にいるチーム（または最も得点の高かったチーム）が決勝進出した。また、全ブロックの終了後に敗者復活戦があり、ここで勝った1チームないし2チームも決勝進出した。なお中期になると、決勝進出チームは敗退チームの中から1 - 2名助っ人として参加させることがあったが（ただしチームが優勝しても、助っ人は賞品を貰えない）、数年後にやめてしまった。
  - クイズの中には、稀に出場者が司会をしている別の番組から出されることがあったが（例：タモリが『笑っていいとも!』チームに参加した時、『タモリのボキャブラ天国』から問題が出された）、その時は、当該の出場者が「答えを知っている」と誤解されることを防ぐためにあらかじめ愛川が「この問題は別な所で作っておりますので、○○さんは答を知りません」と断ってから問題を出した。
- 優勝チームは決定後、1番の解答席に吊るされたくす玉が割られて（この時紙テープとともに「優勝」と大きく書かれた垂れ幕が掲げられた。『なるほど!ザ・ワールド』の特別企画の時にも同様にくす玉割りがあった）開始当初から1988年秋までは通常の『なるほど!ザ・ワールド』と同じ4つのボックスを選ぶ権利があり、それぞれに「★」「の」「祭」「典」（初期、★は春または秋が入る）「な」「る」「ほ」「ど」（後期）と書かれたボックスから1つ選ぶ。賞品は通常より豪華だった。1989年春から1994年秋までは旅行（1994年秋以降は賞金100万円、ゲームに失敗すると半額の50万円）獲得ゲーム（1993年秋までは『クイズ!年の差なんて』の年の差ボード。1994年春と秋はトランプマンのマジック）に挑戦していたが、1995年秋以降は廃止され、無条件で賞金を獲得できるようになった。
- 放送時間は当初は2時間番組だったが、タイトルを改題した1984年秋から3時間に拡大、1992年秋からは3時間半になった。なお、1994年秋は例外的に4時間だった。
- チーム数は開始当初から1991年秋までは12チーム、1992年春から1995年春までは15チーム、1995年秋は13チームだった。
- 回によっては赤坂プリンスホテルクリスタルパレス、東京プリンスホテル鳳凰の間、新高輪プリンスホテルの大宴会場「飛天」を借り切って収録されていたが、ほとんどはフジテレビ内のスタジオにて収録された。
- 『スーパークイズスペシャル』（日本テレビ）などの他局の番組対抗特番に比べ、「3年前にフジテレビの月曜9時に放送されたドラマは何でしょう?」のようなフジテレビを普段から見ていないと正解できないような問題も多く出される傾向があり、これについては賛否両論だった。
  - 1990年代以降、オープニングにフジテレビに関する○×クイズを行うことが多かった。そこでナレーションを行うフジテレビアナウンサーは、「このクイズでフジテレビへの愛着度を確認します」（回により微妙に言い回しは異なる）と言ってプレッシャーを与えるのがお決まりになっていた。
- 放送曜日は月曜日（1992年秋、1994年春は例外でレギュラー放送と同じ火曜日）で、番組のラストには総合司会の愛川と楠田が翌日（火曜日での放送の場合は来週）の『なるほど』の番宣を行っていた。
  - 月曜日で放送される場合、クロスネット局では遅れネットとして対応した。また、『クイズまるごと大集合』（TBS）が放送されていた期間は当番組の翌日に放送されることがしばしあった。
- 1996年の春の改編により『なるほど!ザ・ワールド』が終了することが決定。これにより当番組も1995年9月25日の「秋の祭典」をもって番組が終了。12年半の歴史に幕を降ろした。以後のFNS番組対抗特番は『FNS超テレビの祭典』に引き継がれた。

## 出場番組の構成
以下の出場番組の構成は以後の2000年の「秋の祭典」まで、ほとんど系統を受け継いた。
- テレビドラマ
  - 春・秋に放送開始するフジテレビ制作の主な連続ドラマは移り変わりが激しいため、水曜20時台時代劇（『鬼平犯科帳』、『銭形平次』）や『スケバン刑事シリーズ』以外はほとんど1回きりの参加。他には『金曜エンタテイメント』、『花王名人劇場』などの単発ドラマや関西テレビ制作・月曜夜10時枠の連続ドラマからエントリーされたこともある。
  - 『ボクたちのドラマシリーズ』からは、ラインナップに挙がっている4つのドラマの主演俳優陣で参加した。
  - 長年日曜朝で放送された特撮ドラマ『東映不思議コメディーシリーズ』関係は、1回も参加しなかった。
- バラエティ・クイズ・音楽
  - 『ごきげんよう』『ミュージックフェア』『夜のヒットスタジオ』といった司会者しか存在しない番組は、『なるほど!ザ・ワールド』で回答者を務めたゲストを含めたチーム編成で参加した。
  - 関西テレビ制作からは『三枝の愛ラブ!爆笑クリニック』が常連参加。1994年春には『新伍&紳助のあぶない話』が参加した。
- ニュース・ワイドショー・情報
  - 報道からは二つのニュース番組の連合チームで参加することがあった。
- 児童向け
  - 『あっぱれさんま大先生』がほぼ毎回のように参加。『ひらけ!ポンキッキ』は毎回出題側に回っていた。
- テレビアニメ
  - 複数のレギュラーアニメ番組の担当声優の連合による「声優チーム」として参加。1988年以降は参加しなくなり、以後現在に至るまで、フジテレビの期首特番にはアニメ声優は参加していない。
  - その代わり、1989年から不定期に「声優あてクイズ」を行い、またアニメキャラが出題ナレーションを担当したことがあった（後述）。
- スポーツ中継
  - フジテレビが独占放送している「バレーボールワールドカップ」からはその時期のキャスターが参加した。
- 映画
  - フジテレビが製作に関与した新作映画の出演者がエントリーされることもあった。

## 歴代総合司会（1983年春 - 1984年春、1995年秋も含む）
- 春秋の祭典なるほど!ザ・ワールドスペシャル、FNS番組対抗!なるほど!ザ・春秋の祭典スペシャル
  - 愛川欽也、楠田枝里子
- FNS番組対抗!ザ・秋の祭典スペシャル
  - 露木茂、中村江里子（両名とも当時フジテレビアナウンサー）

## 出題リポーター
通常、『なるほど!ザ・ワールド』で解答者で参加している芸能人がレポートを担当。
鈴木ヒロミツ、岡田真澄、研ナオコ、薬丸裕英、松本明子、益田由美、吉沢孝明(よしざわたか)、阿部知代ほか

## ナレーター
『なるほど!ザ・ワールド』で担当しているみのもんたと野沢雅子、また中期から、フジテレビで放送されているテレビアニメのキャラクターも担当する様になった。
フグ田サザエ（『サザエさん』。声 - 加藤みどり））、バカボンのパパ（『平成天才バカボン』。声 - 富田耕生）、木手英一とコロ助（『キテレツ大百科。声 - 藤田淑子・杉山佳寿子）ほか。なお野沢ナレーターも、孫悟空や孫悟飯（『ドラゴンボール』シリーズ）の声で担当する事があった。

## アシスタント
トランプマンほか

## 出場チーム（1983年春 - 1984年春、1995年秋も含む）

### 1983年
春の祭典（春の祭典なるほど!ザ・ワールドスペシャル）
- 放送日：1983年3月28日月曜日
- 放送時間：19:00 - 20:54

秋の祭典（秋の祭典なるほど!ザ・ワールドスペシャル）
- 放送日：1983年10月3日月曜日
- 放送時間：19:00 - 20:54

| 出場番組                                                                | 出場者                       | 結果 | 備考 |
| ----------------------------------------------------------------------- | ---------------------------- | ---- | ---- |
| 月曜ドラマランド「意地悪ばあさん (テレビドラマ)」・「どっきり双子先生」 | 青島幸男、三波豊和、斉藤慶子 |      |      |
| 小川宏のなんでもカンでも                                                | 小川宏、片岡鶴太郎、萬田久子 |      |      |
| 森田一義アワー 笑っていいとも!                                          | タモリ、KINYA、田中康夫      |      |      |
| オレたちひょうきん族                                                    | ビートたけし、明石家さんま   |      |      |
| 声優チーム「Dr.スランプ アラレちゃん」・「うる星やつら」                | 小山茉美、平野文             |      |      |
| 三枝の愛ラブ爆笑クリニック                                              | 桂三枝、秋野暢子             |      |      |
| ライオン午後のサスペンス「殺さないで!あなた」                           | 酒井和歌子、荻島真一         |      |      |
| 平岩弓枝ドラマシリーズ「湖水祭」                                        | 多岐川裕美、松山政路         |      |      |

### 1984年
春の祭典（春の祭典なるほど!ザ・ワールドスペシャル）
- 放送日：1984年4月2日月曜日
- 放送時間：19:00 - 20:54

秋の祭典
- 放送日：1984年10月1日月曜日
- 放送時間：19:00 - 21:48

| 《Aブロック》                          | 《Aブロック》                          | 《Aブロック》        | 《Aブロック》        |
| 出場番組チーム                         | 出場者                                 | 結果                 | 備考                 |
| -------------------------------------- | -------------------------------------- | -------------------- | -------------------- |
| 3時のあなた、おはよう!ナイスデイ       | うつみ宮土理、寺島純子、須田哲夫       |                      |                      |
| 平岩弓枝ドラマシリーズ「女の暦」       | 京塚昌子、宮崎美子、大村崑             |                      |                      |
| オレたちひょうきん族                   | 明石家さんま、島田紳助、片岡鶴太郎     |                      |                      |
| 声優チーム （北斗の拳、ふたり鷹）      | 山本百合子                             |                      |                      |
| 《Bブロック》                          |                                        |                      |                      |
| 出場番組チーム                         | 出場者                                 | 結果                 | 備考                 |
| 夜のヒットスタジオ                     | 井上順、芳村真理、早見優、石川秀美     |                      |                      |
| 三枝の爆笑美女対談                     | 桂三枝                                 |                      |                      |
| 暴れ九庵                               | 風間杜夫、星野知子、山田邦子           |                      |                      |
| 青い瞳の聖ライフ                       | フローレンス芳賀、宮川一郎太、竹本孝之 |                      |                      |
| 《Cブロック》                          |                                        |                      |                      |
| 出場番組チーム                         | 出場者                                 | 結果                 | 備考                 |
| ライオンのいただきます                 | 小堺一機                               |                      |                      |
| 欽ドン！良い子悪い子普通の子おまけの子 | 山口良一、西山浩司                     |                      |                      |
| FNNニュースレポート23:00               | 俵孝太郎                               |                      |                      |
| オールスター家族対抗歌合戦             | 小川宏、近江俊郎                       |                      |                      |
| 《出題番組》                           |                                        |                      |                      |
| 番組名                                 | 番組名                                 | 出題                 | 出題                 |
| 森田一義アワー 笑っていいとも!         | 森田一義アワー 笑っていいとも!         | タモリ               | タモリ               |
| 木曜劇場 ｢オレゴンから愛｣              | 木曜劇場 ｢オレゴンから愛｣              | 古谷一行、木の実ナナ | 古谷一行、木の実ナナ |
| クイズ・ドレミファドン!                | クイズ・ドレミファドン!                | 高島忠夫             | 高島忠夫             |

### 1985年
春の祭典
- 放送日：1985年4月1日月曜日
- 放送時間：19:00 - 21:48
- 視聴率は27.1%

| 出場番組                         | 出場者                 | 結果 | 備考 |
| -------------------------------- | ---------------------- | ---- | ---- |
| 森田一義アワー 笑っていいとも!   | タモリ                 |      |      |
| オレたちひょうきん族             | 明石家さんま           |      |      |
| 声優チーム                       |                        |      |      |
| 三枝の愛ラブ爆笑クリニック       | 桂三枝                 |      |      |
| ライオンのいただきます           | 小堺一機、塩沢とき     |      |      |
| 影の軍団Ⅵ                        | 池上季実子、志穂美悦子 |      |      |
| 木曜劇場「間違いだらけの夫選び」 | 三田村邦彦             |      |      |
| 夜のヒットスタジオDELUXE         | 井上順                 |      |      |
| プロ野球ニュース                 | 佐々木信也             |      |      |
| ザ・対決                         |                        |      |      |

秋の祭典
- 放送日：1985年9月30日月曜日
- 放送時間：19:00 - 21:48

| 《Aブロック》                                            | 《Aブロック》                                      | 《Aブロック》                          | 《Aブロック》                          |
| 出場番組                                                 | 出場者                                             | 結果                                   | 備考                                   |
| -------------------------------------------------------- | -------------------------------------------------- | -------------------------------------- | -------------------------------------- |
| 夕やけニャンニャン                                       | 吉田照美、おニャン子クラブ                         |                                        |                                        |
| 森田一義アワー 笑っていいとも!                           | タモリ、篠原勝之、三田寛子                         |                                        |                                        |
| 木曜劇場「アルザスの青い空」                             | 坂口良子、矢崎滋、高沢順子                         |                                        |                                        |
| FNNキャスター                                            | 逸見政孝、幸田シャーミン、松浦茂長、長田渚佐       |                                        |                                        |
| 《Bブロック》                                            |                                                    |                                        |                                        |
| ハイスクール!奇面組+タッチ+Dr.スランプ アラレちゃん      | 千葉繁、高橋美紀、日高のり子、銀河万丈、小山茉美   |                                        |                                        |
| 木曜ドラマストリート・復讐はワイングラスに浮かぶ         | 柏原芳恵、萩原流行、前田吟、川上麻衣子             |                                        |                                        |
| モーニング・アップル                                     | 桂三枝、藤尾美紀、渡瀬ゆき                         |                                        |                                        |
| 夜のヒットスタジオDELUXE                                 | 芳村真理、布施明、田原俊彦、松本伊代、BGM          |                                        |                                        |
| 《Cブロック》                                            |                                                    |                                        |                                        |
| スケバン刑事II 少女鉄仮面伝説+月曜ドラマランド・同棲時代 | 長門裕之、南野陽子、吉沢秋絵、相楽ハル子、工藤夕貴 |                                        |                                        |
| オレたちひょうきん族                                     | ビートたけし、明石家さんま、片岡鶴太郎             |                                        |                                        |
| 金曜女のドラマスペシャル                                 | 長山藍子、松尾嘉代、石田えり                       |                                        |                                        |
| プロ野球ニュース+おはよう!ナイスデイ                     | 佐々木信也、大杉勝男、須田哲夫、桑原征平           |                                        |                                        |
| 《出題番組》                                             |                                                    |                                        |                                        |
| 番組名                                                   | 番組名                                             | 出題                                   | 出題                                   |
| バレーボール・ワールドカップ'85                          | バレーボール・ワールドカップ'85                    | 全日本男子チーム、益田由美(リポーター) | 全日本男子チーム、益田由美(リポーター) |
| 所さんのただものではない!                                | 所さんのただものではない!                          | 所ジョージ、間下このみ                 | 所ジョージ、間下このみ                 |

### 1986年
春の祭典
- 放送日：1986年3月31日月曜日
- 放送時間：19:00 - 21:48
- 決勝戦は敗退チームから1人補充することが許され、『スケバン刑事II』は桂三枝を、『ライスカレー』は山田邦子をそれぞれ指名した。

| 出場番組                           | 出場者                                   | 結果 | 備考 |
| ---------------------------------- | ---------------------------------------- | ---- | ---- |
| 木曜劇場「ライスカレー」           | 時任三郎、田中邦衛                       |      |      |
| スケバン刑事II 少女鉄仮面伝説      | 南野陽子、相楽ハル子、長島ナオト、泉晶子 |      |      |
| 森田一義アワー 笑っていいとも!     | タモリ、片岡鶴太郎、篠原勝之             |      |      |
| オレたちひょうきん族               | 明石家さんま、山田邦子                   |      |      |
| FNNスーパータイム                  | 逸見政孝                                 |      |      |
| 三枝の愛ラブ爆笑クリニック         | 桂三枝、鮎川いずみ                       |      |      |
| 花嫁衣裳は誰が着る&ヤヌスの鏡      | 堀ちえみ                                 |      |      |
| 木曜ドラマストリート「あいつと私」 |                                          |      |      |
| 金曜女のドラマスペシャル           |                                          |      |      |
| ライオンのいただきます             | 小堺一機、浦辺粂子                       |      |      |
| 声優チーム                         |                                          |      |      |
| 3時のあなた                        |                                          |      |      |

- 優勝は『スケバン刑事II』+桂三枝チームで賞品は『なるほどボックス』でプレゼントされた。

| 春               | の           | 祭     | 典         |
| ---------------- | ------------ | ------ | ---------- |
| 新じゃがいっぱい | ビデオカメラ | チーズ | スクーター |

秋の祭典
- 放送日：1986年9月29日月曜日
- 放送時間：19:00 - 21:48

| 出場番組                                   | 出場者                                                                                   | 結果 | 備考 |
| ------------------------------------------ | ---------------------------------------------------------------------------------------- | ---- | ---- |
| 花嫁衣裳は誰が着る&このこ誰の子?           | 堀ちえみ、杉浦幸、前田吟、岡本健一                                                       |      |      |
| オレたちひょうきん族                       | 明石家さんま、石井章雄、渡辺正行                                                         |      |      |
| 夕やけニャンニャン                         | 吉田照美、国生さゆり、高井麻巳子、城之内早苗、渡辺美奈代、渡辺満里奈                     |      |      |
| アニメチーム                               | 小山茉美(あんみつ姫)、島本須美(めぞん一刻)、日髙のり子(タッチ)、野沢雅子(ドラゴンボール) |      |      |
| ライオンのいただきます                     | 小堺一機                                                                                 |      |      |
| 木曜劇場｢時にはいっしょに｣                 | 南野陽子、細川俊之、伊東ゆかり                                                           |      |      |
| スケバン刑事III 少女忍法帖伝奇             | 浅香唯、大西結花、中村由真                                                               |      |      |
| 森田一義アワー 笑っていいとも!             | タモリ、山本晋也、オスマン・サンコン                                                     |      |      |
| 月曜サスペンスシリーズ・山村美紗サスペンス | 山村美紗                                                                                 |      |      |
| な・ま・い・き盛り                         | 中山美穂、中村繁之                                                                       |      |      |
| FNNスーパータイム                          | 逸見政孝                                                                                 |      |      |
| 夜のヒットスタジオDELUXE                   | 芳村真理、古舘伊知郎                                                                     |      |      |

### 1987年
春の祭典
- 放送日：1987年3月30日月曜日
- 放送時間：19:00 - 21:48

| 《Aブロック》                                                                  | 《Aブロック》                                                      | 《Aブロック》 | 《Aブロック》 |
| 出場番組チーム                                                                 | 出場者                                                             | 結果          | 備考          |
| ------------------------------------------------------------------------------ | ------------------------------------------------------------------ | ------------- | ------------- |
| ライオンのいただきます                                                         | 小堺一機、内海好江、西館好子                                       |               |               |
| 木曜劇場｢クセになりそな女たち｣                                                 | 小川知子、伊武雅刀、萬田久子、美保純                               |               |               |
| TVハッカー                                                                     | 渡辺徹、島田紳助、森高千里、長野智子                               |               |               |
| 夕やけニャンニャン                                                             | 吉田照美、松本伊代、城之内早苗、岩井由紀子、渡辺美奈代、渡辺満里奈 |               |               |
| 《Bブロック》                                                                  |                                                                    |               |               |
| 出場番組チーム                                                                 | 出場者                                                             | 結果          | 備考          |
| 声優チーム（ドラゴンボール、陽あたり良好!、愛の若草物語、ハイスクール!奇面組） | 野沢雅子、森尾由美、佐久間レイ、高橋美紀、                         |               |               |
| 月曜ドラマランド「志村けんのバカ殿様」                                         | 志村けん、東八郎、松本典子、堀江しのぶ                             |               |               |
| アナウンサーぷっつん物語                                                       | 岸本加世子、神田正輝、高井麻巳子、峰竜太                           |               |               |
| スケバン刑事III 少女忍法帖伝奇                                                 | 浅香唯、大西結花、中村由真、伊藤かずえ、石橋雅史                   |               |               |
| 《Cブロック》                                                                  |                                                                    |               |               |
| 出場番組チーム                                                                 | 出場者                                                             | 結果          | 備考          |
| キスより簡単                                                                   | 国生さゆり、賀来千香子、伊藤智恵理、柳沢慎吾                       |               |               |
| 森田一義アワー 笑っていいとも!                                                 | タモリ、所ジョージ、三田寛子                                       |               |               |
| アリエスの乙女たち                                                             | 南野陽子、松村雄基、佐倉しおり、石橋保                             |               |               |
| FNNスーパータイム＆FNNニュース工場                                             | 逸見政孝、幸田シャーミン、露木茂、佐々木信也                       |               |               |

- ビートたけしが前年の「フライデー襲撃事件」のために謹慎、そのため『ひょうきん族』チームは不参加となった。なおたけしは1989年春大会は参加したが、その後1991年まで当番組に参加せず、1992年春大会に『たけし・逸見の平成教育委員会』コーナー担当として復帰。

秋の祭典
- 放送日：1987年9月28日月曜日
- 放送時間：19:00 - 21:48

| 《Aブロック》                                    | 《Aブロック》                                          | 《Aブロック》                                                                              | 《Aブロック》                                                                              |
| 出場番組チーム                                   | 出場者                                                 | 結果                                                                                       | 備考                                                                                       |
| ------------------------------------------------ | ------------------------------------------------------ | ------------------------------------------------------------------------------------------ | ------------------------------------------------------------------------------------------ |
| 桃色学園都市宣言                                 | 所ジョージ、岡本健一、相楽ハル子、伊藤美紀、早川カオル | 3位                                                                                        |                                                                                            |
| FNNキャスター                                    | 逸見政孝、野間修平、安藤優子、大矢明彦                 | 4位                                                                                        |                                                                                            |
| オレたちひょうきん族                             | 明石家さんま、ラサール石井、何人トリオ                 | 1位                                                                                        | ★                                                                                          |
| 声優チーム（ついでにとんちんかん、のらくろクン） | 吉村よう、塩沢兼人、千葉繁、三田ゆう子                 | 2位                                                                                        |                                                                                            |
| 《Bブロック》                                    |                                                        |                                                                                            |                                                                                            |
| 出場番組チーム                                   | 出場者                                                 | 結果                                                                                       | 備考                                                                                       |
| 少女コマンドーIZUMI                              | 五十嵐いづみ、地井武男、桂川昌美、土田由美             | 3位                                                                                        |                                                                                            |
| ギョーカイ君が行く!                              | とんねるず、村井国夫、真璃子、キャティー               | 1位                                                                                        | ★                                                                                          |
| 三枝の愛ラブ!爆笑クリニック                      | 桂三枝、市毛良枝、大島渚                               | 4位                                                                                        |                                                                                            |
| プロゴルファー祈子                               | 安永亜衣、音無美紀子、萩原流行                         | 2位                                                                                        | ★(敗者復活戦で決勝進出)                                                                    |
| 《Cブロック》                                    |                                                        |                                                                                            |                                                                                            |
| 出場番組チーム                                   | 出場者                                                 | 結果                                                                                       | 備考                                                                                       |
| 木曜劇場「女も男もなぜ懲りない」                 | 中井貴一、和由布子、柴俊夫                             | 3位                                                                                        |                                                                                            |
| 夜のヒットスタジオDELUXE                         | 芳村真理、古舘伊知郎、近藤真彦、河合奈保子             | 1位                                                                                        | ★                                                                                          |
| 森田一義アワー 笑っていいとも!                   | タモリ、片岡鶴太郎、渡辺正行                           | 2位                                                                                        |                                                                                            |
| 七人のHOTめだま                                  | 梨元勝、木村晋介、林寛子                               | 4位                                                                                        |                                                                                            |
| 《出題番組》                                     |                                                        |                                                                                            |                                                                                            |
| 番組名                                           | 番組名                                                 | 出題                                                                                       | 出題                                                                                       |
| 子猫物語                                         | 子猫物語                                               | 畑正憲、チャトラン（子猫）、プースケ（パグ）、益田由美（リポーター）、迫文代（リポーター） | 畑正憲、チャトラン（子猫）、プースケ（パグ）、益田由美（リポーター）、迫文代（リポーター） |
| おヒマなら来てよネ!                              | おヒマなら来てよネ!                                    | 中山美穂、松村雄基、金山一彦、筒井櫻子（リポーター）、吉澤たか（リポーター）               | 中山美穂、松村雄基、金山一彦、筒井櫻子（リポーター）、吉澤たか（リポーター）               |

★印は決勝進出チーム。
- 優勝は『夜のヒットスタジオDELUXE』で賞品は『なるほどボックス』で選んだ賞品をプレゼントされた。

| 秋             | の         | 祭             | 典               |
| -------------- | ---------- | -------------- | ---------------- |
| ネコの縫ぐるみ | スクーター | カラオケセット | ビリヤードゲーム |

### 1988年
春の祭典
- 放送日：1988年3月28日月曜日
- 放送日時：19:00 - 22:18

| 《Aブロック》                                   | 《Aブロック》                                    | 《Aブロック》 | 《Aブロック》 |
| 出場番組チーム                                  | 出場者                                           | 結果          | 備考          |
| ----------------------------------------------- | ------------------------------------------------ | ------------- | ------------- |
| 夜のヒットスタジオDELUXE                        | 古舘伊知郎                                       |               |               |
| いただきます                                    | 小堺一機、浦辺粂子                               |               |               |
| ザ・スクールコップ                              | 三浦洋一、仁藤優子、伊藤かずえ、松村雄基         |               |               |
| 熱っぽいの!                                     | 南野陽子、村上弘明、中村繫之、二谷英明、梶芽衣子 |               |               |
| 《Bブロック》                                   |                                                  |               |               |
| 出場番組チーム                                  | 出場者                                           | 結果          | 備考          |
| 笑っていいとも!                                 | タモリ、和田勉、野沢直子                         |               |               |
| なんてったって好奇心&タイム3&ニュースバスターズ | 須田哲夫、露木茂、三田寛子                       | 3位           |               |
| 志村けんのだいじょうぶだぁ                      | 志村けん、田代まさし、松本典子                   |               |               |
| 木曜劇場 『家と女房と男の名誉』                 | 沢口靖子                                         |               |               |
| 《Cブロック》                                   |                                                  |               |               |
| 出場番組チーム                                  | 出場者                                           | 結果          | 備考          |
| 教師びんびん物語                                | 田原俊彦、野村宏伸、五十嵐淳子、紺野美沙子       |               |               |
| クイズなっとく歴史館                            | 原田大二郎、榊原郁恵                             |               |               |
| 三枝の愛ラブ!爆笑クリニック                     | 桂三枝                                           |               |               |
| いつみ・加トちゃんのWA-ッと集まれ!!             | 逸見政孝、加藤茶、ダンプ松本                     |               |               |

- 決勝戦は敗退チームから1人補充することが許され、『志村けんのだいじょうぶだぁ』は加藤茶を指名し、加トケンコンビのツーショットが観られた。

秋の番組スペシャル
- 放送日：1988年10月3日月曜日
- 放送日時：19:00 - 22:18

| 《Aブロック》                    | 《Aブロック》                            | 《Aブロック》                                                  | 《Aブロック》                                                  |
| 出場番組チーム                   | 出場者                                   | 結果                                                           | 備考                                                           |
| -------------------------------- | ---------------------------------------- | -------------------------------------------------------------- | -------------------------------------------------------------- |
| ワイルドで行こう!                | 光GENJI、喜多嶋舞、阿藤海                | 2位                                                            | ★                                                              |
| 夜のヒットスタジオDELUXE         | 古舘伊知郎、柴俊夫、植草克秀、工藤静香   | 1位                                                            | ★                                                              |
| 志村けんのだいじょうぶだぁ       | 志村けん、石野陽子、松本典子、渡辺美奈代 | 4位                                                            |                                                                |
| とんねるずのみなさんのおかげです | とんねるず、渡辺満里奈                   | 5位                                                            |                                                                |
| 追いかけたいの!                  | 南野陽子、野村宏伸、梶芽衣子、宮沢りえ   | 3位                                                            |                                                                |
| 《Bブロック》                    |                                          |                                                                |                                                                |
| 出場番組チーム                   | 出場者                                   | 結果                                                           | 備考                                                           |
| 君が嘘をついた                   | 三上博史、麻生祐未、工藤静香             | 3位                                                            |                                                                |
| 金太十番勝負!                    | 田原俊彦、浅香唯、伊武雅刀、田中美佐子   | 4位                                                            |                                                                |
| 笑っていいとも!                  | タモリ、片岡鶴太郎、笑福亭鶴瓶           | 2位                                                            | ★                                                              |
| 三枝の愛ラブ!爆笑クリニック      | 桂三枝、榊原郁恵、キャシー中島           | 1位                                                            | ★                                                              |
| プロ野球ニュース                 | 大矢明彦、平松政次、谷沢健一、須田珠理   | 5位                                                            | ★(敗者復活戦で決勝進出)                                        |
| 《出題番組》                     |                                          |                                                                |                                                                |
| 番組名                           | 番組名                                   | 出題                                                           | 出題                                                           |
| ニューヨーク恋物語               | ニューヨーク恋物語                       | 田村正和、岸本加世子、桜田淳子、柳葉敏郎、五十嵐いづみ、李恵淑 | 田村正和、岸本加世子、桜田淳子、柳葉敏郎、五十嵐いづみ、李恵淑 |
| オレたちひょうきん族             | オレたちひょうきん族                     | 明石家さんま、島田紳助、西川のりお、山田邦子 ほか              | 明石家さんま、島田紳助、西川のりお、山田邦子 ほか              |

★印は決勝進出チーム。
- この回は、昭和天皇病状悪化による自粛ムードのため、『祭典』が使えずに改題した。
- この回は各ブロック5番席まで最初に数字にまつわるクイズを出題し、1番から順に聞いて正解した場合は次の問題は1番からではなく、正解した席番の次の席番から聞いていくシステム。各ブロック6問ずつ出題（通常問題3問、ジャンピングチャンス3問）。
- 優勝は『ヒットスタジオDX』チームで（『金太十番勝負！』チームから浅香唯と田原俊彦を助っ人に呼んだ。）、賞品は次の通り。「なるほどボックス」は最後の登場。

| な         | る                         | ほ                         | ど               |
| ---------- | -------------------------- | -------------------------- | ---------------- |
| スクーター | ツムライリュージョン招待券 | オーストラリアナゲット金貨 | マツタケいっぱい |

### 1989年
春の祭典
- 放送日：1989年3月27日月曜日
- 放送日時：19:00 - 22:18
- それまでクイズは『なるほど!ザ・ワールド』だけだったが、今回から他のクイズ番組からも出題、今回と同年『秋の祭典』ではブロック戦のラスト問題（ジャンピングチャンス）で、『クイズ!年の差なんて』（出題ナレーター：山本百合子）から「見返り美人」を出題したが、オリジナル版の出題女性は3名（後に4名）であるのに対し、当番組では『なるほど』の「恋人選び」と同じく8名に増やした。
- 決勝戦は敗退チームから1人補充することが許され、『とんねるずのみなさんのおかげです』は宮沢りえを、『女ねずみ小僧』は柴俊夫を、『北の国から'89帰郷』は布施博をそれぞれ指名した。

| 《Aブロック》                         | 《Aブロック》                                                                                       | 《Aブロック》 | 《Aブロック》           |
| 出場番組チーム                        | 出場者                                                                                              | 結果          | 備考                    |
| ------------------------------------- | --------------------------------------------------------------------------------------------------- | ------------- | ----------------------- |
| 夜のヒットスタジオDELUXE              | 古舘伊知郎、柴俊夫、東山紀之、菊池桃子                                                              | 3位           |                         |
| 教師びんびん物語II                    | 田原俊彦、野村宏伸、麻生祐未                                                                        | 2位           |                         |
| とんねるずのみなさんのおかげです      | 石橋貴明、木梨憲武、渡辺満里奈、チビノリダー(伊藤淳史)                                              | 1位           | ★                       |
| いまどき銀座物語ぼんぼん              | 中井貴一、黒木瞳、宮崎萬純、真木蔵人                                                                | 4位           |                         |
| 《Bブロック》                         | |               |                         |
| 出場番組チーム                        | 出場者                                                                                              | 結果          | 備考                    |
| 三枝の愛ラブ!爆笑クリニック           | 桂三枝、叶和貴子、上村香子                                                                          | 4位           |                         |
| 笑っていいとも!                       | タモリ、所ジョージ、清水ミチコ                                                                      | 3位           |                         |
| 木曜劇場「ハートに火をつけて!」       | 浅野ゆう子、柳葉敏郎、かとうかずこ、田中美佐子、鈴木保奈美、 風間トオル、高嶋政伸、布施博、三浦洋一 | 2位           |                         |
| 女ねずみ小僧                          | 大地真央、伊武雅刀、露口茂、浅野愛子、伊藤真美                                                      | 1位           | ★                       |
| 《Cブロック》                         | |               |                         |
| 出場番組チーム                        | 出場者                                                                                              | 結果          | 備考                    |
| オレたちひょうきん族                  | ビートたけし、山田邦子、太平サブロー・太平シロー                                                    | 1位           | ★                       |
| ドラマスペシャル「北の国から'89帰郷」 | 田中邦衛、吉岡秀隆、中嶋朋子、緒形直人、横山めぐみ                                                  | 2位           | ★(敗者復活戦で決勝進出) |
| 志村けんのだいじょうぶだぁ            | 志村けん、田代まさし、松本典子、石野陽子、桑野信義、渡辺美奈代                                      | 3位           |                         |
| 青春オーロラ・スピン スワンの涙       | 宮沢りえ、武田久美子、柏木由紀子、越智静香、小谷ゆみ                                                | 4位           |                         |

★印は決勝進出チーム。
- 優勝は最後の出場となった『オレたちひょうきん族』チーム.
- この回から賞品決めは『クイズ!年の差なんて』の『年の差ボード』を使用（山田がチームで出演しているので愛川が仕切り役）。この時期は絵柄で合わせるのではなく、縦の「A」「B」「C」「D」で合わせるものだった。『ひょうきん族』チームは「A」「B」「A」を指定、結果は次の通り。

|   | 人数 | 場所               | 行動               |
| - | ---- | ------------------ | ------------------ |
| A | 全員 | ハワイ             | 行けるかもしれない |
| B | 三人 | 赤坂プリンスホテル | 手紙を出す         |
| C | 一人 | フジテレビ         | 行った気になる     |
| D | 二人 | 沖縄               | あそびに行く       |

- 結果は「全員」「赤坂プリンスホテル」「行けるかもしれない」となったが、「あんまりなので」（愛川曰く）、赤坂プリンスホテルの食事券が贈られた。
- 視聴率は歴代最高の31.4%

秋の祭典
- 放送日：1989年10月2日月曜日
- 放送日時：19:00 - 22:18

| 《Aブロック》                          | 《Aブロック》                                                  | 《Aブロック》                                                                                           | 《Aブロック》                                                                                           |
| 出場番組チーム                         | 出場者                                                         | 結果 | 備考 |
| -------------------------------------- | -------------------------------------------------------------- | --- | --- |
| 愛しあってるかい!                      | 小泉今日子、陣内孝則、柳葉敏郎、近藤敦、藤田朋子               | 1位 | ★ |
| あっぱれさんま大先生                   | 明石家さんま、根本卓哉、内山信二、中武佳奈子                   | 2位 | |
| 森田一義アワー 笑っていいとも!         | タモリ、ウッチャンナンチャン                                   | 4位 | |
| TROUBLE・ヨコハマ失踪人課              | 南野陽子、織田裕二、藤タカシ、寺田農                           | 3位 | |
| 《Bブロック》                          |                                                                | | |
| 出場番組チーム                         | 出場者                                                         | 結果 | 備考 |
| 三枝の愛ラブ!爆笑クリニック            | 桂三枝、榊原郁恵、林寛子                                       | 1位 | ★ |
| 志村けんのだいじょうぶだぁ             | 志村けん、田代まさし、松本典子、石野陽子、桑野信義、渡辺美奈代 | 2位 | |
| 夜のヒットスタジオSUPER                | 古舘伊知郎、加賀まりこ、工藤静香、高杢禎彦                     | 4位 | |
| 鬼平犯科帳                             | 中村吉右衛門、多岐川裕美、篠田三郎、尾美としのり               | 3位 | |
| 《Cブロック》                          |                                                                | | |
| 出場番組チーム                         | 出場者                                                         | 結果 | 備考 |
| LUCKY! 天使、都へ行く                  | 斉藤由貴、小林聡美、布川敏和、田代まさし(掛け持ち参加)         | 1位 | ★ |
| 邦ちゃんのやまだかつてないテレビ       | 山田邦子、マルタ、森末慎二、高岡早紀                           | 4位 | |
| とんねるずのみなさんのおかげです       | とんねるず、渡辺満里奈、チビノリダー(伊藤淳史)                 | 3位 | ★(敗者復活戦で決勝進出)                                                                                 |
| 月曜サスペンスシリーズ・京都サスペンス | 水谷良重、増田恵子、松崎しげる、黒田福美                       | 2位 | |
| 《出題番組》                           |                                                                | | |
| 番組名                                 | 番組名                                                         | 出題 | 出題 |
| 第21回オールスターものまね王座決定戦   | 第21回オールスターものまね王座決定戦                           | コロッケ、清水アキラ、栗田貫一、グッチ裕三、モト冬樹                                                    | コロッケ、清水アキラ、栗田貫一、グッチ裕三、モト冬樹                                                    |
| プロ野球ニュース                       | プロ野球ニュース                                               | 谷沢健一、須田珠理、野崎昌一、中井美穂                                                                  | 谷沢健一、須田珠理、野崎昌一、中井美穂                                                                  |
| クイズ!年の差なんて                    | クイズ!年の差なんて                                            | 山本百合子(ナレーション)                                                                                | 山本百合子(ナレーション)                                                                                |
| ドラゴンボールZ                        | ドラゴンボールZ                                                | 孫悟空/孫悟飯(声:野沢雅子)、ピッコロ(声:古川登志夫)、ブルマ(声:鶴ひろみ)                                | 孫悟空/孫悟飯(声:野沢雅子)、ピッコロ(声:古川登志夫)、ブルマ(声:鶴ひろみ)                                |
| キテレツ大百科                         | キテレツ大百科                                                 | キテレツ(声:藤田淑子)、コロ助(声:小山茉美)、みよ子(声:荘真由美)                                         | キテレツ(声:藤田淑子)、コロ助(声:小山茉美)、みよ子(声:荘真由美)                                         |
| おそ松くん                             | おそ松くん                                                     | おそ松(声:井上瑤)、母さん(声:横尾まり)、イヤミ(声:肝付兼太)、チビ太(声:田中真弓)、トト子(声:松井菜桜子) | おそ松(声:井上瑤)、母さん(声:横尾まり)、イヤミ(声:肝付兼太)、チビ太(声:田中真弓)、トト子(声:松井菜桜子) |
| 過ぎし日のセレナーデ                   | 過ぎし日のセレナーデ                                           | 田村正和、古谷一行、高橋惠子                                                                            | 田村正和、古谷一行、高橋惠子                                                                            |
| おはよう!ナイスデイ・タイム3           | おはよう!ナイスデイ・タイム3                                   | 東海林のり子                                                                                            | 東海林のり子                                                                                            |
| FNNスーパータイム                      | FNNスーパータイム                                              | 上田昭夫、安藤優子                                                                                      | 上田昭夫、安藤優子                                                                                      |
| ゴールデン洋画劇場                     | ゴールデン洋画劇場                                             | 高島忠夫                                                                                                | 高島忠夫                                                                                                |
| ひらけ!ポンキッキ                      | ひらけ!ポンキッキ                                              | 橘いずみ、ガチャピン、ムック                                                                            | 橘いずみ、ガチャピン、ムック                                                                            |
| たけしのここだけの話                   | たけしのここだけの話                                           | ビートたけし、山口美江                                                                                  | ビートたけし、山口美江                                                                                  |
| F1グランプリ                           | F1グランプリ                                                   | ゲルハルト・ベルガー                                                                                    | ゲルハルト・ベルガー                                                                                    |
| 生島ヒロシのおいしいフライパン         | 生島ヒロシのおいしいフライパン                                 | 生島ヒロシ                                                                                              | 生島ヒロシ                                                                                              |

★印は決勝進出チーム。
- ブロック戦ラスト問題は、今回も『春の祭典』に引き続き『年の差なんて』からの「見返り美人」。今回は『ドラゴンボールZ』の鶴ひろみ・『キテレツ大百科』の荘真由美・『おそ松くん』の松井菜桜子を当てるもの。また出題映像では、『DBZ』・『キテレツ』・『おそ松』で過去放送された映像を再使用し、台詞を新録して放送した。
- この回と次回（1990年春）の敗者復活戦は『おいしいフライパン』→『生島ヒロシのもっと・自由な生活』の生島ヒロシが仕切る。内容は生き残り式の二者択一クイズで、代表者は正解だと思う場所に移動、正解すれば残り、不正解は失格、これを繰り返し、最後まで残った代表者が所属するチームが敗者復活（5番席）となる。なお残った代表者が2名（2番組）になったら、必ず決着を付けるために、まず代表者同士でじゃんけんをして、勝った方は正解と思う場所に移動、負けた方は残った方に移動となる。
- 優勝チームは『三枝の愛ラブ!爆笑クリニック』。同チームが挑戦した「年の差ボード」は次の通り。

|   | 人数 | 場所               | 行動           |
| - | ---- | ------------------ | -------------- |
| A | 2人  | ハワイ             | 行く準備をする |
| B | 3人  | 赤坂プリンスホテル | 電話をかける   |
| C | 1人  | 函館               | 行く夢を見る   |
| D | 全員 | フジテレビ         | 遊びに行く     |

- 『爆笑クリニック』チームは全てAを指定、結果は「2人」「ハワイ」「行く準備をする」で、スーツケース2台が贈られた。

### 1990年
春の祭典
- 放送日：1990年4月2日月曜日
- 放送日時：19:00 - 22:18

| 出場番組チーム                      | 出場者                                                              | 結果 | 備考                                    |
| ----------------------------------- | ------------------------------------------------------------------- | ---- | --------------------------------------- |
| 三枝の愛ラブ!爆笑クリニック         | 桂三枝、林寛子、上村香子                                            | 5位  | ★(敗者復活戦で決勝進出)                 |
| 世にも奇妙な物語                    | 関根勤、坂上香織、ジョニー大倉、ゆうゆ                              |      |                                         |
| 爆笑!オールスターものまね王座決定戦 | 清水アキラ、ビジーフォー(グッチ裕三・モト冬樹) 、生田悦子、松居直美 | 3位  | ★                                       |
| 笑っていいとも!                     | タモリ、笑福亭鶴瓶、ウッチャンナンチャン (内村光良・南原清隆)       | 2位  | ★                                       |
| 日本一のカッ飛び男                  | 田原俊彦、時任三郎、宮崎萬純、桐島かれん、もたいまさこ              |      |                                         |
| 鶴太郎のギャグハラスメント          | 片岡鶴太郎、秋野太作、森尾由美                                      |      |                                         |
| 志村けんのだいじょうぶだぁ          | 志村けん、田代まさし、桑野信義、石野陽子                            | 1位  | ★(最初に数字にまつわるクイズで決勝進出) |
| お江戸捕物日記 照姫七変化           | 沢口靖子、橋爪淳、堤大二郎、左とん平、原田大二郎                    | 4位  | ★                                       |
| 木曜劇場「恋のパラダイス」          | 浅野ゆう子、鈴木保奈美、石田純一、陣内孝則、本木雅弘、菊池桃子      |      |                                         |
| 夜のヒットスタジオSUPER             | 古舘伊知郎、加賀まりこ、南野陽子、植草克秀                          |      |                                         |
| いただきますII                      | 小堺一機、舟木一夫、石倉三郎、結城貢                                |      |                                         |
| テニス少女夢伝説!愛と響子           | 渡辺美奈代、本田理沙、万里洋子、石原良純                            |      |                                         |

★印は決勝進出チーム。
- この回はブロック制ではなく、最初に数字にまつわるクイズを出題し、正解または近似値で一番近いチームが無条件で決勝の1番席進出となる。次に決勝2番の席争奪戦に進出する2チームを決めるが、数字クイズの2番手から順に解答を聞きに伺う（次の問題からは正解した次に近いチームから）。正解した2チームで2番の席を争奪するが、先に2問正解すれば決勝2番席進出となる。決勝3・4番席を決める場合もほぼ同様。5番席は敗者復活戦で決めていた。
- 決勝戦の最終問題は「恋人選び」による選択問題だったが、10人中9人を選んでも正解が出ず最後に残った土井たか子を1番席の「志村けんのだいじょうぶだぁ」が選んでの幕切れとなった（このとき志村けんは優勝の可能性がない4・5番席に正解してもらう他力本願を狙っていた）。
- 番組終了後、同日の深夜に明石家さんまと楠田枝里子の司会で『なんだかナ〜!深夜の祭典スペシャル』が放送された。文字通り深夜番組が集まっての大会で、クイズ内容は『春の祭典』内で起きた事を答えるもの。その結果『オールナイトフジ』チームが優勝。同チームは『秋の祭典』（下記）に参加出来る資格が与えられた。

なんだかナ〜!深夜の祭典スペシャル
- 放送日：1990年4月3日火曜日
- 放送時間：1:25 - 3:25

| 出場番組チーム             | 出場者               | 結果 | 備考       |
| -------------------------- | -------------------- | ---- | ---------- |
| 子供、ほしいね             | 工藤夕貴、大高洋夫   |      |            |
| オールナイトフジ           | B21スペシャル他      |      |            |
| 冗談画報                   | 泉麻人、桜沢エリカ   |      |            |
| ものまね珍坊               | コロッケ、清水アキラ |      |            |
| 出たMONO勝負               | 藤村俊二、八木亜希子 |      |            |
| いとしのファブリオ         | きたろう、松坂季実子 |      |            |
| 高田・大倉の深夜NIヨイショ | 高田文夫、大倉利晴   |      |            |
| さんまのまんま             | まんま               |      | [ 注釈 3 ] |

秋の祭典
- 放送日：1990年10月1日月曜日
- 放送時間：19:00 - 21:54

| 《Aブロック》                           | 《Aブロック》                                                | 《Aブロック》 | 《Aブロック》                   |
| 出場番組チーム                          | 出場者                                                       | 結果          | 備考                            |
| --------------------------------------- | ------------------------------------------------------------ | ------------- | ------------------------------- |
| すてきな片思い                          | 中山美穂、柳葉敏郎、和久井映見、石黒賢、相原勇               | 2位           |                                 |
| 志村けんのたいじょうぶだぁ              | 志村けん、田代まさし、桑野信義、石野陽子、松本典子           | 4位           |                                 |
| 邦ちゃんのやまだかつてないテレビ        | 山田邦子、高岡早紀、ラッキィ池田、横山知枝、ダダ星人         | 1位           | ★                               |
| 世界の常識・非常識!                     | 逸見政孝、大島渚、村野武範、有賀さつき                       | 3位           |                                 |
| 《Bブロック》                           |                                                              |               |                                 |
| 出場番組チーム                          | 出場者                                                       | 結果          | 備考                            |
| 三枝の愛ラブ!爆笑クリニック             | 桂三枝、榊原郁恵、林寛子、上村香子、栢木寛照                 | 2位           |                                 |
| いつか誰かと朝帰りッ                    | 宮沢りえ、西田ひかる、風間トオル、加勢大周、大沢健、濱田万葉 | 3位           |                                 |
| とんねるずのみなさんのおかげです        | 石橋貴明、木梨憲武                                           | 4位           | ★(敗者復活戦で決勝進出)         |
| チョット待った!!                        | 関口宏、坂上二郎、藤村俊二、城戸真亜子、千堂あきほ           | 1位           | ★                               |
| 《Cブロック》                           |                                                              |               |                                 |
| 出場番組チーム                          | 出場者                                                       | 結果          | 備考                            |
| ウッチャンナンチャンのやるならやらねば! | 内村光良、南原清隆、名古屋章、田中美奈子、ちはる、高橋兄弟   | 3位           |                                 |
| 笑っていいとも!                         | タモリ、森口博子、吉村明宏、片岡鶴太郎                       | 1位           | ★                               |
| 鬼平犯科帳                              | 中村吉右衛門、多岐川裕美、梶芽衣子、蟹江敬三、尾美としのり   | 2位           |                                 |
| ヒットパレード90's                      | みのもんた、高木希世子、工藤静香、荻野目洋子                 | 4位           |                                 |
| 《特別参加》                            |                                                              |               |                                 |
| オールナイトフジ                        | B21スペシャル                                                |               | 上記参考 「敗者復活戦」から参加 |

★印は決勝進出チーム。
- 半年間番組を休んでいた「とんねるずのみなさんのおかげです」が復活。番組紹介時に半年間の穴を埋めてくれたウッチャンナンチャンに対して、自分が休んで出たドラマがコケた事をネタにしつつ「ウッチャンナンチャンには迷惑かけましたぁ！」と挨拶し、ウッチャンナンチャンが席を立って会釈するシーンがあった。
- 上記の他にも敗者復活戦で木梨憲武と内村光良が最後まで一緒に残っており、ハイタッチするシーンもある。また待機席では石橋貴明と南原清隆が会話してるシーンも放送された。

### 1991年
春の祭典
- 放送日：1991年4月1日月曜日
- 放送時間：19:00 - 21:54

| 《Aブロック》                                              | 《Aブロック》                                                        | 《Aブロック》                                                                          | 《Aブロック》                                                                          |
| 出場番組チーム                                             | 出場者                                                               | 結果                                                                                   | 備考                                                                                   |
| ---------------------------------------------------------- | -------------------------------------------------------------------- | -------------------------------------------------------------------------------------- | -------------------------------------------------------------------------------------- |
| 木曜劇場「もう誰も愛さない」                               | 吉田栄作、山口智子、田中美奈子、伊藤かずえ                           | 3位                                                                                    |                                                                                        |
| ウッチャンナンチャンのやるならやらねば!                    | 内村光良、南原清隆、石原良純、ちはる、神田利則、獣神サンダーライガー | 2位                                                                                    |                                                                                        |
| 志村けんのだいじょうぶだぁ                                 | 志村けん、田代まさし、桑野信義、松本典子、石野陽子                   | 1位                                                                                    | ★                                                                                      |
| やっぱり猫が好き                                           | もたいまさこ、室井滋、小林聡美                                       | 4位                                                                                    |                                                                                        |
| 《Bブロック》                                              |                                                                      |                                                                                        |                                                                                        |
| 出場番組チーム                                             | 出場者                                                               | 結果                                                                                   | 備考                                                                                   |
| 邦ちゃんのやまだかつてないテレビ                           | 山田邦子、森末慎二、ラッキィ池田、横山知枝                           | 3位                                                                                    |                                                                                        |
| 森田一義アワー 笑っていいとも!                             | タモリ、関根勤、峰竜太、林家こぶ平                                   | 2位                                                                                    |                                                                                        |
| 学校へ行こう!                                              | 浅野ゆう子、布施博、高木美保、加勢大周、萩原聖人                     | 4位                                                                                    |                                                                                        |
| 三枝の愛ラブ!爆笑クリニック                                | 桂三枝、山瀬まみ、大島渚、林寛子、栢木寛照                           | 1位                                                                                    | ★                                                                                      |
| 《Cブロック》                                              |                                                                      |                                                                                        |                                                                                        |
| 出場番組チーム                                             | 出場者                                                               | 結果                                                                                   | 備考                                                                                   |
| 世界の常識・非常識!                                        | 逸見政孝、和田アキ子、松本人志、相原勇                               | 1位                                                                                    | ★                                                                                      |
| とんねるずのみなさんのおかげです                           | 石橋貴明、木梨憲武、渡辺満里奈、観月ありさ                           | 3位                                                                                    | ★(敗者復活戦で決勝進出)                                                                |
| 岡っ引どぶ                                                 | 田中邦衛、中村橋之助、樹木希林、三浦浩一、渡辺梓                     | 2位                                                                                    |                                                                                        |
| ヒットパレード90's                                         | みのもんた、蓮舫、高杢禎彦、Wink                                     | 4位                                                                                    |                                                                                        |
| 《出題番組》                                               |                                                                      |                                                                                        |                                                                                        |
| 番組名                                                     | 番組名                                                               | 出題                                                                                   | 出題                                                                                   |
| スターどっきり㊙報告                                       | スターどっきり㊙報告                                                 | 小野ヤスシ                                                                             | 小野ヤスシ                                                                             |
| タイム3                                                    | タイム3                                                              | 須田哲夫                                                                               | 須田哲夫                                                                               |
| 所さんのただものではない                                   | 所さんのただものではない                                             | 所ジョージ、間下このみ、杉木康司、新垣あや、ブライアン・サフェル、寺本タニヤ、岩渕浩   | 所ジョージ、間下このみ、杉木康司、新垣あや、ブライアン・サフェル、寺本タニヤ、岩渕浩   |
| 第9回爆笑!スターものまね王座決定戦スペシャル・ものまね珍坊 | 第9回爆笑!スターものまね王座決定戦スペシャル・ものまね珍坊           | コロッケ、清水アキラ、栗田貫一、グッチ裕三、モト冬樹、斉藤ルミ子、鶴岡優紀子、神山三岬 | コロッケ、清水アキラ、栗田貫一、グッチ裕三、モト冬樹、斉藤ルミ子、鶴岡優紀子、神山三岬 |
| おはよう!ナイスデイ                                        | おはよう!ナイスデイ                                                  | 東海林のり子                                                                           | 東海林のり子                                                                           |
| FNN World Uplink                                           | FNN World Uplink                                                     | 露木茂                                                                                 | 露木茂                                                                                 |
| クイズ&ゲーム太郎と花子                                    | クイズ&ゲーム太郎と花子                                              | 吉村明宏、TARAKO                                                                       | 吉村明宏、TARAKO                                                                       |

★印は決勝進出チーム。
- ブロック戦はほとんど書き問題であったため、全てのブロックで4番席から1番席へ一気に上がるという現象がみられた[注釈 4]。
- この回の放送日はテレビ新広島以来15年半ぶりの系列新局である岩手めんこいテレビがこの日開局した記念すべき放送で、岩手県からも地元の関係者・一般代表者が名産品を持ってスタジオに駆けつけたというエピソードがある（テロップでも岩手めんこいテレビが開局した旨のロールスーパーが流れていた）。
- 決勝での八者択一にてとんねるずが答える際に木梨憲武がパネルにいない男性芸能人の名前を答えるボケを行い、愛川に注意を受ける事態が起きた。
- またオープニングで各チーム入場する際にとんねるず・石橋貴明が何故か大道具などで使う巨大な脚立を持って入場し、チームが座るテーブルの前に置いたところ、愛川に「とんねるずチームは脚立を片付けくださーい！」と注意される。
- とんねるずは番組内で収録中なのにも関わらず、インスタントカメラで事あるごとに記念撮影を行っていた。(タモリや山田邦子などの共演者はノリノリで撮影に応じていた)
- 「世界の常識・非常識!」チームは当初ダウンタウンとして出演予定だったが、浜田雅功は体調不良により欠席し、松本人志が単独で出演している。
- 敗者復活戦は前回の秋の祭典に続き、またも「とんねるずのみなさんのおかげです」チームが勝ち抜く。どちらの回でも代表者は木梨憲武であった。
- 優勝はAブロックの『だいじょうぶだぁ』。この回の「年の差ボード」はこの通り。

| 人数         | 場所 | 誰     | 行動   |
| ------------ | ---- | ------ | ------ |
| チューリップ | タコ | 洋ナシ | パンダ |
| ヒマワリ     | タコ | モモ   | ゾウ   |
| サクラ       | イカ | イチゴ | カバ   |
| バラ         | イカ |        | ブタ   |

- 『だいじょうぶだぁ』チームは「サクラ」「イカ」「モモ」「ゾウ」を指名、結果は次の通り。

| 人数 | 場所           | 誰           | 行動               |
| ---- | -------------- | ------------ | ------------------ |
| 全員 | 沖縄           | 優勝チーム   | 行ったつもりになる |
| 1人  | 沖縄           | ソトウマ応援 | 電話をする         |
| 2人  | ワシントンD.C. | 優勝チーム   | 遊びに行く         |
| 3人  | ワシントンD.C. |              | 自前で行く         |

- 結局『だいじょうぶだぁ』は賞品を獲得出来ず、『だいじょうぶだぁ』優勝を当てた『やるならやらねば』チームがテレフォンカードを獲得した。

秋の祭典
- 放送日：1991年9月30日月曜日
- 放送時間：19:00 - 21:54

| 《Aブロック》                           | 《Aブロック》                                                        | 《Aブロック》 | 《Aブロック》           |
| 出場番組チーム                          | 出場者                                                               | 結果          | 備考                    |
| --------------------------------------- | -------------------------------------------------------------------- | ------------- | ----------------------- |
| 逢いたい時にあなたはいない…             | 中山美穂、大鶴義丹、風間トオル、渡辺梓、森脇健児、設楽りさ子         | 3位           |                         |
| ダウンタウンのごっつええ感じ            | 松本人志、浜田雅功、今田耕司、吉田ヒロ                               | 2位           |                         |
| ウッチャンナンチャンのやるならやらねば! | 内村光良、南原清隆、ちはる、勝俣州和                                 | 1位           | ★                       |
| 世にも奇妙な物語 〜秋の特別編〜         | 八千草薫、小野寺昭、石田純一、錦織一清                               | 4位           | [ 注釈 5 ]              |
| 《Bブロック》                           |                                                                      |               |                         |
| 出場番組チーム                          | 出場者                                                               | 結果          | 備考                    |
| 志村けんのだいじょうぶだぁ              | 志村けん、田代まさし、桑野信義、松本典子、石野陽子                   | 3位           |                         |
| なんだらまんだら                        | 森光子、工藤静香、野村宏伸、阿藤海、岡本夏生、柄本明、近藤真彦       | 4位           | ★(敗者復活戦で決勝進出) |
| 邦ちゃんのやまだかつてないテレビ        | 山田邦子、森末慎二、ラッキィ池田、横山知枝                           | 2位           |                         |
| ホテルウーマン                          | 沢口靖子、秋野暢子、高橋ひとみ、内藤剛志、菊池健一郎、野際陽子       | 1位           | ★                       |
| 《Cブロック》                           |                                                                      |               |                         |
| 出場番組チーム                          | 出場者                                                               | 結果          | 備考                    |
| G-STAGE                                 | 徳光和夫、堺正章、田代まさし                                         | 1位           | ★                       |
| 森田一義アワー 笑っていいとも!          | タモリ、笑福亭鶴瓶、峰竜太、林家こぶ平、早坂好恵                     | 2位           |                         |
| クイズ!年の差なんて                     | 桂三枝、山田邦子、高島忠夫、うつみ宮土理、中山秀征、ゆうゆ、松本典子 | 4位           |                         |
| 仕掛人・藤枝梅安                        | 渡辺謙、橋爪功、田中邦衛、美保純                                     | 3位           |                         |

★印は決勝進出チーム。
- 出場チーム：12組
- ブロック戦は4チームずつ3ブロックに分かれて行い、各ブロックのトップが決勝進出
- また、各ブロックで最終的に4番席に座っていたチームは「残念賞」として『志村けんのだいじょうぶだぁ』の｢人間ルーレット｣に挑戦し、止まったところの賞品が贈られた。賞品は「新高輪プリンスホテルの宿泊券」・「マツタケ」・「柿の種」・「『目玉マーク』（フジテレビのマーク）をあしらった菓子」の4種類で、通常放送での「けんちゃん賞」（海外旅行）と「マーシー賞」（国内旅行）は無かった。受賞チームと賞品は次の通り。なお「ルーレットマン」は通常放送のルーレットマンではなく、4番席チームの代表者がルーレットマン役になった。
- この回から桂三枝が『クイズ!年の差なんて』チームで出場したため、それまで出場していた『三枝の愛ラブ!爆笑クリニック』チームは今回から1994年春まで不参加となった。その代替として、関西テレビ制作枠からの出場は月曜22時ドラマ、花王ファミリースペシャル枠内のスペシャルドラマがエントリーされた。

| ブロック | 番組                            | 賞品     |
| -------- | ------------------------------- | -------- |
| 1        | 世にも奇妙な物語 ～秋の特別編～ | 柿の種   |
| 2        | なんだらまんだら                | 柿の種   |
| 3        | クイズ!年の差なんて             | マツタケ |

### 1992年
春の祭典
- 放送日：1992年3月30日月曜日
- 放送時間：19:00 - 21:54

| 《Aブロック》                           | 《Aブロック》                                                | 《Aブロック》 | 《Aブロック》           |
| 出場番組チーム                          | 出場者                                                       | 結果          | 備考                    |
| --------------------------------------- | ------------------------------------------------------------ | ------------- | ----------------------- |
| クイズ!超選択                           | 須田哲夫、山瀬まみ、間寛平、矢追純一                         | 1位           | ★                       |
| ウッチャンナンチャンのやるならやらねば! | 内村光良、南原清隆、名古屋章、ちはる                         | 3位           | ★(敗者復活戦で決勝進出) |
| ダウンタウンのごっつええ感じ            | 松本人志、浜田雅功、岸田今日子、YOU、篠原涼子                | 4位           |                         |
| 志村けんのだいじょうぶだぁ              | 志村けん、田代まさし、桑野信義、松本典子、石野陽子、岡本夏生 | 2位           | ★                       |
| うれしたのし大好き                      | 陣内孝則、DREAMS COME TRUE                                   | 5位           |                         |
| 《Bブロック》                           |                                                              |               |                         |
| 出場番組チーム                          | 出場者                                                       | 結果          | 備考                    |
| SOUND ARENA                             | 徳光和夫、堺正章、田代まさし、工藤静香                       | 3位           |                         |
| クイズ!年の差なんて                     | 桂三枝、山田邦子、高島忠夫、中山秀征、うつみ宮土理、ゆうゆ   | 1位           | ★                       |
| 鬼平犯科帳                              | 中村吉右衛門、多岐川裕美、梶芽衣子、蟹江敬三、尾美としのり   | 1位           | ★                       |
| 木曜劇場「ジュニア・愛の関係」          | 高嶋政伸、加藤雅也、田中美奈子、松雪泰子、池上季実子         | 3位           |                         |
| ライオンのごきげんよう                  | 小堺一機、マルシア、風見しんご、久本雅美                     | 5位           |                         |
| 《Cブロック》                           |                                                              |               |                         |
| 出場番組チーム                          | 出場者                                                       | 結果          | 備考                    |
| さよならをもう一度                      | 石田純一、石黒賢、秋吉久美子、宅麻伸、戸田菜穂               | 1位           | ★                       |
| あっぱれさんま大先生                    | 明石家さんま、内山信二、有田気恵                             | 3位           |                         |
| 森田一義アワー 笑っていいとも!          | タモリ、森脇健児、 ルー大柴、早坂好恵                        | 4位           |                         |
| 素顔のままで                            | 安田成美、中森明菜、東幹久、的場浩司                         | 2位           | ★                       |
| 花王ファミリースペシャル・裸の大将      | 芦屋雁之助、香山美子、佐川満男、西部里菜                     | 5位           |                         |

★印は決勝進出チーム。
- この回から各ブロック5チーム参加に変更。ブロックの決勝進出チームも2チームに変更。（1994年秋を除く）
- この回から1994年の春の祭典まで『たけし・逸見の平成教育委員会』がBブロックの全問題の出題を担当するようになった。その『平成教育委員会』では、『SOUND ARENA』から徳光和夫が「生徒」（解答者）として参加するという、当時のオリジナル版『平成教育委員会』では絶対に出来ない事が起きた[注釈 6][注釈 7]。
- 優勝は『志村けんのだいじょうぶだぁ』チームで、史上最多の4回目の優勝。そして挑戦した「年の差ボード」は次の通りだが、今回は韓国焼肉系で統一。

| 人数           | 場所     | 誰     | 行動     |
| -------------- | -------- | ------ | -------- |
| ワカメスープ   | サンチュ | タン塩 | クッパ   |
| 野菜スープ     | サンチュ | カルビ | 冷麺     |
| テグタンスープ | キムチ   | カルビ | ビビンバ |
| タマゴスープ   | キムチ   | ロース | ごはん   |

- 『だいじょうぶだぁ』チームは『ワカメスープ』『サンチュ』『タン塩』『冷麺』を指定。結果は次の通り。

| 人数 | 場所     | 誰           | 行動               |
| ---- | -------- | ------------ | ------------------ |
| 1人  | ケアンズ | ソトウマ応援 | 行ったつもりになる |
| 全員 | ケアンズ | 優勝チーム   | 自前で行く         |
| 3人  | 長崎     | 優勝チーム   | 電話をする         |
| 2人  | 長崎     | 優勝チーム   | 遊びに行く         |

- 結局『だいじょうぶだぁ』チームは賞品を獲得出来ず、優勝を当てた『ジュニア・愛の関係』チームが「大きな貯金箱」を獲得した。

秋の祭典
- 放送日：1992年9月29日火曜日
- 放送時間：19:00 - 22:24

| 《Aブロック》                           | 《Aブロック》                                                      | 《Aブロック》                                                                        | 《Aブロック》                                                                        |
| 出場番組チーム                          | 出場者                                                             | 結果                                                                                 | 備考                                                                                 |
| --------------------------------------- | ------------------------------------------------------------------ | ------------------------------------------------------------------------------------ | ------------------------------------------------------------------------------------ |
| たけし・逸見の平成教育委員会            | 田中康夫、高田万由子、天本英世、渡嘉敷勝男、岡本夏生、うじきつよし | 4位                                                                                  |                                                                                      |
| 二十歳の約束                            | 牧瀬里穂、稲垣吾郎、田中律子、筒井道隆、深津絵里                   | 5位                                                                                  |                                                                                      |
| 森田一義アワー 笑っていいとも!          | タモリ、関根勤、笑福亭鶴瓶、森脇健児                               | 1位                                                                                  | ★                                                                                    |
| ボクたちのドラマシリーズ                | 観月ありさ、一色紗英、松雪泰子、高橋由美子                         | 3位                                                                                  |                                                                                      |
| うれしたのし大好き                      | 陣内孝則、東幹久、山本未來、A.S.A.P.                               | 2位                                                                                  | ★                                                                                    |
| 《Bブロック》                           |                                                                    |                                                                                      |                                                                                      |
| 出場番組チーム                          | 出場者                                                             | 結果                                                                                 | 備考                                                                                 |
| パ★テ★オ                                | 菊池桃子、加勢大周、鶴見辰吾、本田博太郎、宝田明                   | 2位                                                                                  | ★                                                                                    |
| クイズ!年の差なんて                     | 桂三枝、山田邦子、高島忠夫、うつみ宮土理、森口博子、中山秀征       | 1位                                                                                  | ★                                                                                    |
| 銭形平次                                | 北大路欣也、真野あずさ、伊東四朗、三波豊和、三浦浩一               | 3位                                                                                  |                                                                                      |
| 木曜劇場「わがままな女たち」            | 古手川祐子、手塚理美、山下久美子、神田正輝、大地康雄、大鶴義丹     | 4位                                                                                  | ★(敗者復活戦で決勝進出)                                                              |
| ウーマンドリーム                        | 裕木奈江、内藤剛志、芳本美代子、林家こぶ平、南流石、流石組レイナ   | 5位                                                                                  |                                                                                      |
| 《Cブロック》                           |                                                                    |                                                                                      |                                                                                      |
| 出場番組チーム                          | 出場者                                                             | 結果                                                                                 | 備考                                                                                 |
| 誰かが彼女を愛してる                    | 中山美穂、的場浩司、根津甚八、西村和彦、鶴田真由、中野英雄         | 2位                                                                                  | ★                                                                                    |
| 志村けんのだいじょうぶだぁ              | 志村けん、田代まさし、桑野信義、石野陽子、松居直美                 | 3位                                                                                  |                                                                                      |
| ウッチャンナンチャンのやるならやらねば! | 内村光良、南原清隆、石原良純、ちはる、勝俣州和                     | 4位                                                                                  |                                                                                      |
| ダウンタウンのごっつええ感じ            | 浜田雅功、松本人志、今田耕司、YOU、篠原涼子、オジンガーZ(橋爪光男) | 5位                                                                                  |                                                                                      |
| ライオンのごきげんよう                  | 小堺一機、小野ヤスシ、マルシア、山田雅人                           | 1位                                                                                  | ★                                                                                    |
| 《出題番組》                            |                                                                    |                                                                                      |                                                                                      |
| 番組名                                  | 番組名                                                             | 出題                                                                                 | 出題                                                                                 |
| クイズ!年の差なんて                     | クイズ!年の差なんて                                                | 桂三枝、山田邦子、山本百合子(ナレーション)                                           | 桂三枝、山田邦子、山本百合子(ナレーション)                                           |
| たけし・逸見の平成教育委員会            | たけし・逸見の平成教育委員会                                       | 北野武、逸見政孝                                                                     | 北野武、逸見政孝                                                                     |
| 笑っていいとも!                         | 笑っていいとも!                                                    | タモリ                                                                               | タモリ                                                                               |
| 志村けんのだいじょうぶだぁ              |                                                                    |                                                                                      |                                                                                      |
| 辰巳琢郎のくいしん坊!万才               |                                                                    |                                                                                      |                                                                                      |
| カルトQ                                 | カルトQ                                                            | うじきつよし、中村江里子                                                             | うじきつよし、中村江里子                                                             |
| スポーツワイド・プロ野球ニュース        | スポーツワイド・プロ野球ニュース                                   | 大矢明彦、谷沢健一、中井美穂                                                         | 大矢明彦、谷沢健一、中井美穂                                                         |
| とんねるずのみなさんのおかげです        | とんねるずのみなさんのおかげです                                   | 石橋貴明、木梨憲武                                                                   | 石橋貴明、木梨憲武                                                                   |
| 銭形平次                                | 銭形平次                                                           | 北大路欣也、三波豊和                                                                 | 北大路欣也、三波豊和                                                                 |
| あっぱれ!さんま大先生                   | あっぱれ!さんま大先生                                              | 明石家さんま                                                                         | 明石家さんま                                                                         |
| スターどっきり（秘）報告                |                                                                    |                                                                                      |                                                                                      |
| ごきげんよう                            | ごきげんよう                                                       | 小堺一機                                                                             | 小堺一機                                                                             |
| おはよう!ナイスデイ                     | おはよう!ナイスデイ                                                | 川端健嗣、八木亜希子、東海林のり子、前田忠明、平野早苗、緒方昭一、奥山英志、土屋和彦 | 川端健嗣、八木亜希子、東海林のり子、前田忠明、平野早苗、緒方昭一、奥山英志、土屋和彦 |
| ダウンタウンのごっつええ感じ            | ダウンタウンのごっつええ感じ                                       | 松本人志、浜田雅功                                                                   | 松本人志、浜田雅功                                                                   |
| ウッチャンナンチャンのやるならやらねば! | ウッチャンナンチャンのやるならやらねば!                            | 内村光良、南原清隆                                                                   | 内村光良、南原清隆                                                                   |
| 二十歳の約束                            | 二十歳の約束                                                       | 牧瀬里穂、稲垣吾郎、田中律子、筒井道隆                                               | 牧瀬里穂、稲垣吾郎、田中律子、筒井道隆                                               |
| ねるとん紅鯨団                          |                                                                    |                                                                                      |                                                                                      |
| ムツゴロウとゆかいな仲間たち            |                                                                    |                                                                                      |                                                                                      |
| 新伍・紳助のあぶない話                  | 新伍・紳助のあぶない話                                             | 山城新伍、島田紳助                                                                   | 山城新伍、島田紳助                                                                   |
| ゴールデン洋画劇場                      | ゴールデン洋画劇場                                                 | 高島忠夫                                                                             | 高島忠夫                                                                             |
| F1グランプリ                            |                                                                    |                                                                                      |                                                                                      |

★印は決勝進出チーム。
- 前日9月28日（月曜）に、『爆笑!秋の特別企画 第24回オールスターものまね王座決定戦!!スペシャル』（19:00 - 21:24）と月9ドラマ『君のためにできること』（最終回。21:30 - 22:24）がそれぞれ編成されたため、初めて月曜以外に放送。フジテレビ期首特番で月曜以外に放送（および火曜放送）されたのは、1978年10月10日に『火曜ワイドスペシャル』として放送された『オールスター秋の祭典スペシャル』[注釈 8]（19:30 - 21:24）以来14年振り。(奇しくも裏番組に『ギミア・ぶれいく』(TBS)の最終回と重複してた。)
- 『ごきげんよう』は『いただきます』時代を含めても初の優勝であり、優勝時には番組始まって以来の外馬予想的中チームなし（「笑っていいとも!」と「うれしたのし大好き」が1チームずつ、残りは「誰かが彼女を愛してる」と「年の差なんて」と予想していた）という事態となり「年の差ボード」の誰の部分（3つのうち、2つが「優勝チーム」・一方は「外馬チーム」が書かれている）を優勝チームを引当て、見事チーム全員でドイツ旅行を獲得した。決勝で最初1番席に座っていた「年の差なんて」の司会の二人（三枝と山田）は相当悔しがっていた。
- この回の「年の差ボード」の構成は次の通り。

| 人数         | 場所       | 誰     | 行動       |
| ------------ | ---------- | ------ | ---------- |
| トッシー     | ガチャピン | 孫悟空 | 露木茂     |
| フグ田サザエ | ガチャピン | 孫悟飯 | 木村太郎   |
| まんま       | ムック     | 孫悟飯 | 中井美穂   |
| 勉強小僧     | ムック     | 亀仙人 | 八木亜希子 |

- 『ごきげんよう』チームは「サザエ」「ガチャピン」「孫悟空」「八木亜希子」を指名。結果は次の通り。

| 人数 | 場所   | 誰           | 行動         |
| ---- | ------ | ------------ | ------------ |
| 2人  | ドイツ | 優勝チーム   | 見送る       |
| 全員 | ドイツ | 優勝チーム   | 行く夢を見る |
| 1人  | 長崎   | 優勝チーム   | 電話をする   |
| 3人  | 長崎   | ソトウマ応援 | 遊びに行く   |

- 視聴率は29.9%。

### 1993年
春の祭典
- 放送日：1993年3月29日月曜日
- 放送時間：19:00 - 22:24

| 《Aブロック》                                | 《Aブロック》 | 《Aブロック》 | 《Aブロック》           |
| 出場番組チーム                               | 出場者 | 結果          | 備考                    |
| -------------------------------------------- | --- | ------------- | ----------------------- |
| 夢がMORI MORI                                | 森口博子、森脇健児、赤坂泰彦、森川美穂                                                                                     | 3位           |                         |
| ダウンタウンのごっつええ感じ                 | ダウンタウン（浜田雅功・松本人志）、今田耕司、YOU、篠原涼子                                                                | 5位           |                         |
| 森田一義アワー 笑っていいとも!               | タモリ、奥山佳恵、関根勤、志茂田景樹                                                                                       | 4位           |                         |
| 志村けんのだいじょうぶだぁ                   | 志村けん、田代まさし、桑野信義、渡辺美奈代、松居直美                                                                       | 2位           | ★                       |
| ライオンのごきげんよう                       | 小堺一機、辰巳琢郎、ヒロミ(B-21スペシャル)、マルシア                                                                       | 1位           | ★                       |
| 《Bブロック》                                | |               |                         |
| 出場番組チーム                               | 出場者 | 結果          | 備考                    |
| 大石恵三                                     | ホンジャマカ（石塚英彦・恵俊彰）、バカルディ（大竹一樹・三村勝和）、C.C.ガールズ（青田典子・原田徳子・藤原理恵・藤森夕子） | 2位           | ★                       |
| ひとつ屋根の下                               | 江口洋介、酒井法子、いしだ壱成、大路恵美、山本耕史                                                                         | 4位           |                         |
| MJ -MUSIC JOURNAL-                           | 古館伊知郎、加山雄三、田中律子、西山喜久恵                                                                                 | 5位           |                         |
| チャンス!                                    | 三上博史、西田ひかる、鶴見辰吾、手塚理美、東幹久                                                                           | 3位           |                         |
| 花王ファミリースペシャル「ミスター天気予報」 | 小林稔侍、福井敏雄、山田吾一、亀山忍                                                                                       | 1位           | ★                       |
| 《Cブロック》                                | |               |                         |
| 出場番組チーム                               | 出場者 | 結果          | 備考                    |
| 木曜劇場「愛情物語」                         | 中村雅俊、真野響子、斉藤慶子、美木良介、渡辺美恵、土倉有貴                                                                 | 5位           | ★(敗者復活戦で決勝進出) |
| ウッチャンナンチャンのやるならやらねば!      | ウッチャンナンチャン（内村光良・南原清隆）、いしいすぐる                                                                   | 4位           |                         |
| とんねるずのみなさんのおかげです             | とんねるず (石橋貴明・木梨憲武) 、渡辺満里奈、中村江里子                                                                   | 2位           | ★                       |
| クイズ!年の差なんて                          | 桂三枝、山田邦子、高島忠夫、うつみ宮土理、中山秀征、ゆうゆ                                                                 | 1位           | ★                       |
| たけし・逸見の平成教育委員会                 | 天本英世、うじきつよし、高田万由子、岡本夏生、渡嘉敷勝男                                                                   | 3位           |                         |

★印は決勝進出チーム。
- その他の出演者
  - あっぱれさんま大先生 = 明石家さんまと子供たち
  - プロ野球ニュース = 加藤初、中井美穂
  - 三枝の愛ラブ!爆笑クリニック = 桂三枝、細川ふみえ
  - タモリのボキャブラ天国 = タモリ、小島奈津子
  - 辰巳琢郎のくいしん坊!万才 = 辰巳琢郎
  - タイム3 = 笠井信輔、須田哲夫
  - ムツゴロウとゆかいな仲間たち = 畑正憲
- とんねるず、ダウンタウン、ウッチャンナンチャンの3組が初めてそろって出演。ただし、3組の特別な絡みは見られなかった。
- 優勝はCブロックの『みなさんのおかげです』。この回の「年の差ボード」構成はこの通り。

| 人数         | 場所       | 誰         | 行動         |
| ------------ | ---------- | ---------- | ------------ |
| フグ田サザエ | 長谷川平蔵 | ガチャピン | 木村太郎     |
| 井川強       | 長谷川平蔵 | まんま     | 古手川祐子   |
| 孫悟空       | 銭形平次   | トッシー   | 東海林のり子 |
| コロ助       | 銭形平次   |            | 露木茂       |

- 『みなさん』チームは「強」「銭形平次」「トッシー」「露木」を選んだ結果、「大分旅行」を1人分獲得した。

| 人数 | 場所   | 誰           | 行動               |
| ---- | ------ | ------------ | ------------------ |
| 全員 | ミラノ | 優勝チーム   | 電話をする         |
| 1人  | ミラノ | ソトウマ応援 | 行く準備をする     |
| 3人  | 大分   | 優勝チーム   | 行ったつもりになる |
| 2人  | 大分   |              | 遊びに行く         |

- 視聴率は29.4%。

秋の祭典
- 放送日：1993年10月4日月曜日
- 放送時間：19:00 - 22:24

| 《Aブロック》                              | 《Aブロック》                                                            | 《Aブロック》 | 《Aブロック》           |
| 出場番組チーム                             | 出場者                                                                   | 結果          | 備考                    |
| ------------------------------------------ | ------------------------------------------------------------------------ | ------------- | ----------------------- |
| 夢がMORI MORI                              | 森口博子、森脇健児、森末慎二、森川美穂、赤坂泰彦                         | 4位           |                         |
| オールスターものまね王座決定戦!!スペシャル | 清水アキラ、松村邦洋、モト冬樹、笑福亭笑瓶、榊原郁恵                     | 5位           | ★(敗者復活戦で決勝進出) |
| 木曜劇場「都合のいい女」                   | 浅野ゆう子、風間杜夫、有森也実、宅麻伸                                   | 2位           | ★                       |
| あすなろ白書                               | 石田ひかり、筒井道隆、木村拓哉、鈴木杏樹、西島秀俊                       | 3位           |                         |
| たけし・逸見の平成教育委員会               | 奥山佳恵、大塚寧々、藤田敏八、高田万由子、辰巳琢郎、渡嘉敷勝男、岡本夏生 | 1位           | ★                       |
| 《Bブロック》                              |                                                                          |               |                         |
| 出場番組チーム                             | 出場者                                                                   | 結果          | 備考                    |
| ライオンのごきげんよう                     | 小堺一機、伊集院光、磯野貴理子、マルシア                                 | 5位           |                         |
| 上岡龍太郎にはダマされないぞ               | 上岡龍太郎、大竹まこと、山田雅人、中村英子、中村ゆう子                   | 3位           |                         |
| もう涙は見せない                           | 後藤久美子、伊原剛志、瀬戸朝香、名取裕子、萬田久子                       | 2位           | ★                       |
| 八丁堀捕物ばなし                           | 役所広司、いかりや長介、野際陽子、火野正平、渡辺哲、田中実               | 1位           | ★                       |
| ボクたちのドラマシリーズ                   | 松雪泰子、戸田菜穂、細川ふみえ、内田有紀                                 | 3位           |                         |
| 《Cブロック》                              |                                                                          |               |                         |
| 出場番組チーム                             | 出場者                                                                   | 結果          | 備考                    |
| ダウンタウンのごっつええ感じ               | ダウンタウン（浜田雅功・松本人志）、今田耕司、YOU、篠原涼子              | 5位           |                         |
| クイズ!年の差なんて                        | 桂三枝、山田邦子、高島忠夫、うつみ宮土理、中山秀征、ゆうゆ               | 1位           | ★                       |
| 森田一義アワー 笑っていいとも!             | タモリ、笑福亭鶴瓶、ヒロミ(B-21スペシャル)、久本雅美                     | 3位           |                         |
| ミュージックフェア`93                      | 古手川祐子、谷村新司、服部克久、坂崎幸之助(THE ALFEE)                    | 2位           | ★                       |
| 金曜エンタテイメント「ざけんなヨ!!5」      | 中森明菜、石野陽子、村井国夫、井上彩名                                   | 4位           |                         |

★印は決勝進出チーム。
- Bブロックの『たけし・逸見の平成教育委員会』から出題コーナーでコーナー司会を担当していた逸見政孝が病気療養(同年12月25日に死去)のため降板し、代わって当時『タイムアングル』の司会者の1人だった須田哲夫アナが代行した。
- 後述の「年の差なんて」が優勝した際、優勝チームでの「年の差ボード」による賞品決めで通常の「年の差なんて」司会の三枝・邦子ではなく、「なるほど!」司会の愛川・楠田が進行を務め、「年の差なんて」チームは「ミラノ旅行」を獲得した。なお、「年の差ボード」での賞品決めはこの回で終了となった。
- この回の「年の差ボード」は次の通り。

| 人数           | 場所                 | 誰     | 行動       |
| -------------- | -------------------- | ------ | ---------- |
| プロデューサー | とんねるず           | 警備   | 大坪千夏   |
| ディレクター   | とんねるず           | 車輌   | 小島奈津子 |
| AD             | ウッチャンナンチャン | 車輌   | 中井美穂   |
| 構成作家       | ウッチャンナンチャン | 秘書室 | 安藤優子   |

- 「年の差なんて」チームは「構成作家」「ウッチャンナンチャン」「警備」「中井美穂」を指名。結果は次の通り。

| 人数 | 場所    | 誰           | 行動               |
| ---- | ------- | ------------ | ------------------ |
| 3人  | 大分    | 優勝チーム   | 電話をする         |
| 1人  | 大分    | 優勝チーム   | 行ったつもりになる |
| 2人  | ミラノ< | 優勝チーム   | 遊びに行く         |
| 全員 | ミラノ< | ソトウマ応援 | ドタキャンになる   |

- 1994年正月に放送された『新春かくし芸大会』ではこの回の結果に基づき『夢がMORI MORI』などの決勝進出しなかった番組が紅組、逆に『クイズ!年の差なんて』『たけし・逸見の平成教育委員会』などの決勝進出した番組が白組に分かれた（冬ドラマの場合は前枠の秋ドラマの結果に基づいた）。ただし『平成教育委員会』の教師役のたけしは紅組で、田代まさし・渡嘉敷勝男などの生徒チームは白組のメンバーだった。
- 視聴率は23.3%。

### 1994年
春の祭典
- 放送日：1994年3月29日火曜日
- 放送時間：19:00 - 22:24

| 《Aブロック》                        | 《Aブロック》                                                              | 《Aブロック》 | 《Aブロック》                  |
| 出場番組チーム                       | 出場者                                                                     | 結果          | 備考                           |
| ------------------------------------ | -------------------------------------------------------------------------- | ------------- | ------------------------------ |
| 夢がMORI MORI                        | 森口博子、森脇健児、SMAP、赤坂泰彦                                         | 3位           |                                |
| 週刊スタミナ天国                     | 田代まさし、かとうれいこ、清水圭、風見しんご、大東めぐみ、西山喜久恵       | 4位           |                                |
| ゲッパチ!UNアワー ありがとやんした!? | 内村光良、南原清隆、ホンジャマカ、バカルディ                               | 2位           | ★                              |
| 17才-at seventeen-                   | 内田有紀、一色紗英、武田真治、伊崎充則、山本太郎、シューベルト綾、須藤公一 | 1位           | ★                              |
| ライオンのごきげんよう               | 小堺一機、マルシア、伊集院光、中島啓江                                     | 5位           | ★(敗者復活戦・第2弾で決勝進出) |
| 《Bブロック》                        |                                                                            |               |                                |
| 出場番組チーム                       | 出場者                                                                     | 結果          | 備考                           |
| LIVE'94 ニュースJAPAN・スポーツWAVE  | 安藤優子、木村太郎、宮川俊二、高田延彦、湯原信光、陣内貴美子、志岐幸子     | 2位           | ★                              |
| 木曜劇場「この愛に生きて」           | 安田成美、岸谷五朗、美保純、深津絵里、嶋田久作、風吹ジュン                 | 5位           |                                |
| 鬼平犯科帳                           | 中村吉右衛門、梶芽衣子、蟹江敬三、三浦浩一、尾美としのり                   | 3位           |                                |
| クイズ!年の差なんて                  | 桂三枝、山田邦子、モト冬樹、奥山佳恵、TOKIO、早坂好恵                      | 1位           | ★                              |
| 白の条件                             | 中江有里、萬田久子、中村あずさ、益岡徹                                     | 3位           |                                |
| 《Cブロック》                        |                                                                            |               |                                |
| 出場番組チーム                       | 出場者                                                                     | 結果          | 備考                           |
| 上を向いて歩こう!                    | 西田ひかる、舘ひろし、石田ゆり子、ともさかりえ、高橋克典                   | 5位           | ★(敗者復活戦で決勝進出)        |
| 森田一義アワー 笑っていいとも!       | タモリ、笑福亭鶴瓶、関根勤、片岡鶴太郎                                     | 3位           |                                |
| ダウンタウンのごっつええ感じ         | 松本人志、浜田雅功、今田耕司、YOU、西端弥生、藤原喜明                      | 4位           |                                |
| 新伍・紳助のあぶない話               | 山城新伍、ジミー大西、山口美江、大島智子                                   | 2位           | ★                              |
| たけし・逸見の平成教育委員会         | 志茂田景樹、渡嘉敷勝男、岡本夏生、大塚寧々、田代まさし、奥山佳恵           | 1位           | ★                              |

★印は決勝進出チーム。
- 1992年秋以来1年半ぶりの火曜放送。前日3月28日に『涙と感動をもう一度!フジテレビドラマ最終回一挙公開スペシャル!!』（19:00 - 20:54）、月9ドラマ『この世の果て』（最終回、21:00 - 21:54）、KTV制作月10ドラマ『愛と疑惑のサスペンス 最終回スペシャル』（22:00 - 23:24）が編成されたため(この日は裏番組に『ザ・ベストテン同窓会』(TBS)と重複してた。)。
- 『ダウンタウンのごっつええ感じ』は過去3回連続予選最下位を反省し強化合宿（本家そっくりのセットを作り、トランプマンを呼んで席選びの特訓をやったり、「恋人選び」などを行ったりした）を行って番組に挑んだが、概ねのメンバー（ダウンタウンを除く）が多かった為に結果はCブロック4位に終わり特訓の成果はなかった。
- この回から1995年の春までの3回はトランプマンと対決。この回は当てれば賞品が豪華（箱根旅行→沖縄旅行→バリ島旅行）になるが外すと賞品が没収となり、代わりに残念賞としてなるほど!ザ・ワールドのスポンサー旭化成から「点心」セットが贈られた。
- 1993年10月から『なるほど!ザ・ワールド』のタイトルロゴが新しくなりこの回からは!の下の丸い中にザを入れたタイトルロゴに一新し、1995年の春の祭典まで使用された。
- 『古畑任三郎』は『ボキャブラ天国』からの出題だけであって、本選出場はしていない。
- 視聴率は26.5%。

秋の祭典
- 放送日：1994年10月3日月曜日
- 放送時間：19:00 - 22:54

| 《Aブロック》                    | 《Aブロック》                                                          | 《Aブロック》 | 《Aブロック》                  |
| 出場番組チーム                   | 出場者                                                                 | 結果          | 備考                           |
| -------------------------------- | ---------------------------------------------------------------------- | ------------- | ------------------------------ |
| 若者のすべて                     | 萩原聖人、木村拓哉、武田真治、鈴木杏樹、深津絵里、遠山景織子           | 3位           | ★(敗者復活戦・第2弾で決勝進出) |
| 学校では教えてくれないこと!!     | 山田邦子、今田耕司、ナインティナイン （岡村隆史・矢部浩之）、近藤サト  | 5位           |                                |
| あっぱれさんま大先生             | 明石家さんま、内山信二、住吉ちほ、有田気恵、鳴海晃司                   | 4位           |                                |
| 半熟卵                           | 篠ひろ子、内田有紀、田中律子、ともさかりえ、鶴見辰吾                   | 1位           | ★                              |
| TVクルーズ となりのパパイヤ      | 西城秀樹、田代まさし、辰巳琢郎、麻木久仁子、内田春菊、笠井信輔         | 2位           | ★(敗者復活戦で決勝進出)        |
| 《Bブロック》                    |                                                                        |               |                                |
| 出場番組チーム                   | 出場者                                                                 | 結果          | 備考                           |
| 妹よ                             | 和久井映見、唐沢寿明、岸谷五朗、鶴田真由、渡辺克己                     | 4位           |                                |
| とんねるずのみなさんのおかげです | 石橋貴明、木梨憲武、中村江里子                                         | 1位           | ★                              |
| 森田一義アワー 笑っていいとも!   | タモリ、笑福亭鶴瓶、ヒロミ、キャイ〜ン （天野ひろゆき・ウド鈴木）      | 3位           |                                |
| 三枝の愛ラブ!爆笑クリニック      | 桂三枝、細川ふみえ、うつみ宮土理、叶和貴子、向井亜紀                   | 2位           |                                |
| 料理の鉄人                       | 鹿賀丈史、服部幸應、道場六三郎、坂井宏行、陳建一、高田万由子、福井謙二 | 5位           |                                |
| 《Cブロック》                    |                                                                        |               |                                |
| 出場番組チーム                   | 出場者                                                                 | 結果          | 備考                           |
| ライオンのごきげんよう           | 小堺一機、岡江久美子、マルシア、松居直美、磯野貴理子                   | 5位           |                                |
| 銭形平次                         | 北大路欣也、伊東四朗、三波豊和、三浦浩一、丹羽貞仁、伊藤隆明           | 2位           |                                |
| ダウンタウンのごっつええ感じ     | 浜田雅功、松本人志、YOU、篠原涼子                                      | 1位           | ★                              |
| 夢がMORI MORI                    | 森口博子、森脇健児、森末慎二、中居正広、香取慎吾、草彅剛、益子直美     | 4位           | ★(総合ブロックで決勝進出)      |
| 木曜劇場「29歳のクリスマス」     | 山口智子、柳葉敏郎、松下由樹、仲村トオル、水野真紀                     | 3位           | ★(総合ブロックで決勝進出)      |

★印は決勝進出チーム。
（出題番組）
「第26回オールスターものまね王座決定戦!!スペシャル」ダチョウ倶楽部、斉藤ルミ子
「ムツゴロウとゆかいな仲間たち」畑正憲
「タモリのスーパーボキャブラ天国」小島奈津子
「ケンカの花道」松本明子、中井美穂
「週刊スタミナ天国」田代まさし、西山喜久恵
「おそく起きた朝は…」松居直美、森尾由美、磯野貴理子
「ゴールデン洋画劇場」高島忠夫
「山下真司のくいしん坊!万才」山下真司
（海外リポーター）
堺正章、薬丸裕英、山瀬まみ、細川ふみえ、田代まさし、トランプマン
（国内リポーター）
ピンクの電話、島崎和歌子
（総合ブロック リポーター）
「スターどっきり㊙報告」小野ヤスシ
「平成教育委員会」ラサール石井、渡嘉敷勝男、奥山佳恵
「上岡龍太郎にはダマされないぞ!」岩井由紀子
「めざましテレビ」大塚範一
「おはよう!ナイスディ」東海林のり子、奥山英志
（○×クイズ出題司会）
露木茂
（敗者復活戦司会）
ダチョウ倶楽部
- この回のみ各ブロックの最終問題終了時に1番席を座ったチームが決勝進出。その後「総合ブロック」（本番前に実施、代表者により握力・肺活量とチーム全員によるカーパニック・ミックスジュース中身当て・クイズを2問出題）で上位2チーム、敗者復活戦（1部・PKゲーム これも本番前に実施/2部・『笑っていいとも!』の「寿司アンルーレット」）でPKゲームの最高得点を獲得したチームと寿司アンルーレットで勝ち残ったチーム、計7チームが決勝進出（「総合ブロック」「敗者決定戦・1部」は事前収録で既に決勝進出したチームは除外した）。
- たけしがバイク事故の療養で欠席したため『平成教育委員会』チームは出場および同番組からのクイズ出題は見送られた。総合ブロックでは生徒役のラサール石井・奥山佳恵・渡嘉敷勝男がリポーターとして参加。その他、月10ドラマ『妊娠ですよ』は出場を見送られた。
- 決勝戦ではとんねるずとダウンタウンが初共演を果たした。最終問題でダウンタウンの浜田雅功がとんねるずの席に歩み寄り「もう時間ちゃうかな」とツッコミをいれ、とんねるずの2人が苦笑いを浮かべるシーンがあった。余談だがこの日の新聞のテレビ欄に「とんねるずVSダウンタウンついに全面戦争!」と書いてあった。2014年3月31日放送の『笑っていいとも! グランドフィナーレ 感謝の超特大号』で、約20年ぶりの共演が実現した。
- ダウンタウンの松本人志が後日『週刊朝日』の連載（オフオフ・ダウンタウン）の中で「編集でオレの大笑いを誰かのギャグ（ナインティナインの岡村隆史だと思われる。あっぱれさんま大先生の生徒達が一人ずつ自己紹介する中、岡村がその中に紛れて「岡村です！」と叫び、明石家さんまに突っ込まれるというもの）の後につなぎやがったからたまらない」とご立腹の文章を書いていた。また日本テレビ系『ダウンタウンのガキの使いやあらへんで!!』のフリートークにおいてもこの事を話していた。
- Cブロック・最終問題 ジャンピングチャンス・ババ抜き8合わせ（通常の「ババ抜き5・6合わせ」のスペシャルバージョン）で『ダウンタウンのごっつええ感じ』がババを避け見事に全問正解し決勝進出。
- Bブロックの「ババ抜き8合わせ」は、アニメキャラと声優を合わせるというもので、スタジオには1987年秋以来7年振りにアニメ声優が登場した。出演は、『ドラゴンボールZ』の堀川亮』（ベジータ役）、『キテレツ大百科』の龍田直樹（ブタゴリラ役）、『蒼き伝説シュート!』の緑川光（田仲俊彦役）、『幽☆遊☆白書』の田中真弓（コエンマ役）、『ツヨシしっかりしなさい』の片岡富枝（井川美子役）、『サザエさん』の野村道子（磯野ワカメ役）、『七つの海のティコ』の林原めぐみ（ナナミ役）、『キャプテン翼J』の小粥よう子（大空翼役）の計8名で、小粥が「ババ役」となった。なお声優登場の際のBGMは『ふしぎの海のナディア』挿入歌にして、後年『新伍&紳助のあぶない話』の初代OPテーマとなった『どうしてそうなの?』。
- 1992年9月の『秋の祭典』以来2度目の外馬予想的中チームなし（2チームは『夢がMORI MORI』、残りのチームが『とんねるず〜』と『ダウンタウン〜』の2チームのどちらかを予想していた）。
- また『半熟卵』チームが優勝し、トランプマンのゲーム（4つのエースから剣を刺した1つのカードを当てるゲーム）を行ったが、トランプマンが失敗（2枚ともエース以外のカード）をしてしまい、愛川の判断により無条件で賞金100万円獲得。翌日放送のなるほど!ザ・ワールドでやり直しをした。視聴率は24.4%。

### 1995年
春の祭典
- 放送日：1995年3月27日月曜日
- 放送時間：19:00 - 22:24

| 《Aブロック》                                                                           | 《Aブロック》                                                                               | 《Aブロック》 | 《Aブロック》             |
| 出場番組チーム                                                                          | 出場者                                                                                      | 結果          | 備考                      |
| --------------------------------------------------------------------------------------- | ------------------------------------------------------------------------------------------- | ------------- | ------------------------- |
| ライオンのごきげんよう                                                                  | 小堺一機、伊集院光、中島啓江、磯野貴理子                                                    | 5位           |                           |
| 森田一義アワー 笑っていいとも!                                                          | タモリ、笑福亭鶴瓶、片岡鶴太郎、細川ふみえ、キャイ〜ン （天野ひろゆき・ウド鈴木）           | 3位           |                           |
| 夢がMORI MORI                                                                           | 森口博子、森脇健児、SMAP (木村拓哉・森且行・香取慎吾)                                       | 4位           |                           |
| 夫婦ゲンカバラエティーケンカの花道                                                      | 松本明子、加賀まりこ、ルビー・モレノ                                                        | 2位           | ★                         |
| 僕らに愛を!                                                                             | 江口洋介、武田真治、鈴木杏樹、豊原功補、五十嵐いづみ、渡辺慶 (グレートチキンパワーズ)       | 1位           | ★                         |
| 《Bブロック》                                                                           |                                                                                             |               |                           |
| 出場番組チーム                                                                          | 出場者                                                                                      | 結果          | 備考                      |
| 三枝の愛ラブ!爆笑クリニック                                                             | 桂三枝、高木美保、うつみ宮土理、笑福亭笑瓶、向井亜紀                                        | 2位           | ★                         |
| 学校では教えてくれないこと!!                                                            | 今田耕司、ナインティナイン （岡村隆史・矢部浩之）、恵俊彰、山本太郎、神田うの、近藤サト     | 1位           | ★                         |
| 志村けんはいかがでしょう                                                                | 志村けん、田代まさし、桑野信義、石野陽子、渡辺美奈代、大野幹代、山口リエ                    | 4位           |                           |
| 王様のレストラン                                                                        | 松本幸四郎 (9代目)、筒井道隆、鈴木京香、山口智子                                            | 5位           |                           |
| 平成教育委員会                                                                          | 辰巳琢郎、渡嘉敷勝男、うじきつよし、飯島直子、松木安太郎                                    | 3位           |                           |
| 《Cブロック》                                                                           |                                                                                             |               |                           |
| 出場番組チーム                                                                          | 出場者                                                                                      | 結果          | 備考                      |
| 風まかせ 新・諸国漫遊記                                                                 | 生島ヒロシ、島崎俊郎、ルー大柴、松尾伴内、ラッシャー板前、佐藤里佳                          | 3位           | ★(総合ブロックで決勝進出) |
| 木曜劇場「輝く季節の中で」                                                              | 石田ひかり、保坂尚輝、中居正広、篠原涼子、井森美幸                                          | 5位           | ★(敗者復活戦で決勝進出)   |
| 君を想うより君に逢いたい                                                                | 中村雅俊、斉藤由貴、原田美枝子、萩原流行、羽場裕一                                          | 2位           | ★                         |
| 金曜エンタテイメント 「帰ってきたOL三人旅」                                             | 松下由樹、羽野晶紀、石野真子、布川敏和、長谷川初範                                          | 4位           |                           |
| LIVE'95ニュースJAPAN・FNNスーパータイム プロ野球ニュース・3時ョこい! (キャスターチーム) | 安藤優子、宮川俊二、田尾安志、佐藤和弘、中村江里子、 露木茂、松山香織、向坂樹興、寺田理恵子 | 1位           | ★                         |

★印は決勝進出チーム。
- ほぼ毎回出演していた明石家さんまととんねるずとダウンタウンが、この回から番組チームの出場者としては出演しなくなった[注釈 9]。その一方で、ビートたけしが1994年春大会以来1年ぶりの復帰と同時に『平成教育委員会』のエントリーと出題復帰となった。
- 長年にわたり参加した『愛ラブ!爆笑クリニック』も、この年の秋に終了したため結果的にこの回が最後のエントリーとなった。
- 1995年の2回は最終問題時、4番席以下のチームは失格となり3チームで最終問題を答えることになった。ところが3チームとも最終問題に正解出来ず終了かと思われたが、重苦しいことになりかねないことで急遽「サドンデス」用の問題を出題(出題は2番組のテーマ曲を同時だったのを1番組のテーマ曲を解答)し決着をつけた（Aブロックの最終問題は早押しだったので5番席に居たチームが決勝進出の可能性がないので失格・5位決定となった）。
- この回は各ブロックの優勝チームに賞金30万円が贈られ、最終問題終了時での全面表示では「○ブロック優勝 ××チーム」と表示。その後、下面表示では「××チーム、△△チーム決勝進出」と表示した。
- 前述の主要出演者の欠席や本家の『なるほど!ザ・ワールド』の低迷や当時のフジテレビの番組の勢力が日本テレビに押され低調気味だった事などの影響で盛り上がりに欠けたことは否めず視聴率は19.7%という低調な結果に終わった。そして、『なるほど祭典』としてはこの回が最後の放送となった。
- 視聴率は19.7%。

秋の祭典（1995FNS番組対抗!ザ・秋の祭典スペシャル）
- 放送日：1995年9月25日月曜日
- 放送時間：19:00 - 22:24

| 《Aブロック》『ダウンタウンのごっつええ感じ』(松本人志、浜田雅功)    | 《Aブロック》『ダウンタウンのごっつええ感じ』(松本人志、浜田雅功)  | 《Aブロック》『ダウンタウンのごっつええ感じ』(松本人志、浜田雅功) | 《Aブロック》『ダウンタウンのごっつええ感じ』(松本人志、浜田雅功) |
| 出場番組チーム                                                       | 出場者                                                             | 結果                                                              | 備考                                                              |
| -------------------------------------------------------------------- | ------------------------------------------------------------------ | ----------------------------------------------------------------- | ----------------------------------------------------------------- |
| 平成教育委員会                                                       | 柳生博、ラサール石井、渡嘉敷勝男、奥山佳恵、松木安太郎             | 3位                                                               |                                                                   |
| 恐怖の体重計                                                         | 森口博子、国生さゆり、有賀さつき                                   | 2位                                                               | ★                                                                 |
| 金曜エンタテイメント「八つ墓村」                                     | 片岡鶴太郎、名取裕子、岡本健一、寺島しのぶ、長岡尚彦               | 1位                                                               | ★                                                                 |
| LIVE'95ニュースJAPAN・プロ野球ニュース                               | 宮川俊二、別所毅彦、柴田勲、斉藤明夫、陣内貴美子                   | 4位                                                               |                                                                   |
| 《Bブロック》『平成教育委員会』(北野武、中井美穂)                    |                                                                    |                                                                   |                                                                   |
| 出場番組チーム                                                       | 出場者                                                             | 結果                                                              | 備考                                                              |
| '95ワールドカップバレーボール                                        | 大林素子、山内美加、赤坂泰彦、益子直美、V6                         | 3位                                                               |                                                                   |
| 正義は勝つ                                                           | 織田裕二、鶴田真由、段田安則、井上晴美、高杉亘                     | 2位                                                               | ★                                                                 |
| 映画「BIRTHDAY PRESENT」                                             | 和久井映見、武田鉄矢、今田耕司、入江雅人                           | 5位                                                               |                                                                   |
| ビッグ・トゥデイ                                                     | 佐藤充宏、寺田理恵子、小林聡美、室井滋、もたいまさこ               | 1位                                                               | ★                                                                 |
| 風まかせ 新・諸国漫遊記                                              | 生島ヒロシ、島崎俊郎、ルー大柴、松尾伴内、ラッシャー板前、佐藤里佳 | 4位                                                               |                                                                   |
| 《Cブロック》『笑っていいとも!』(タモリ、ヒロミ、中居正広、香取慎吾) |                                                                    |                                                                   |                                                                   |
| 出場番組チーム                                                       | 出場者                                                             | 結果                                                              | 備考                                                              |
| ライオンのごきげんよう                                               | 小堺一機、加藤博一、早見優、マルシア                               | 1位                                                               | ★                                                                 |
| まだ恋は始まらない                                                   | 小泉今日子、坂井真紀、常盤貴子、竹野内豊、草彅剛、中井貴一         | 3位                                                               | ★(敗者復活戦で決勝進出)                                           |
| 木曜劇場「恋人よ」                                                   | 鈴木保奈美、岸谷五朗、鈴木京香、長瀬智也                           | 4位                                                               |                                                                   |
| 週刊スタミナ天国                                                     | 田代まさし、桑野信義、風見しんご、清水圭、大東めぐみ、もりみえ     | 2位                                                               | ★                                                                 |

★印は決勝進出チーム。
- Cブロックでは最終ゲーム終了時点で『スタミナ天国』『ごきげんよう』『まだ恋は始まらない』の3チームが同点となり司会者のタモリらが「カズーゲーム」を行い、『スタミナ天国』『ごきげんよう』が決勝進出。しかし、敗れた『まだ恋は始まらない』チームは敗者復活戦に勝ちあがり、決勝・最終問題（『なるほど!ザ・ワールド』からの出題）で同じCブロックの3チームが優勝を賭けた戦いになり結果「まだ恋は始まらない」が優勝となった。しかもこの最終問題の正解も『笑っていいとも!』だった。
- 視聴率は15.9%。
- また、この回から優勝チームの賞品・賞金決めが廃止され、2001年春の『笑っていいとも!春・秋の祭典スペシャル』（いいとも祭典）まで無かったが、2001年秋 - 2010年春の『いいとも祭典』では復活した。

1996年春以降はFNS超テレビの祭典、FNS番組対抗!春秋の祭典スペシャル、笑っていいとも!春・秋の祭典スペシャル、笑っていいとも!新春祭を参照。

## 優勝チーム

### 春秋の祭典なるほど!ザ・ワールドスペシャル
- 1983年春 不明
- 1983年秋
- 優勝　笑っていいとも！
- 2位　月曜ドラマランド (意地悪ばあさん・どっきり双子先生)
- 3位　三枝の愛ラブ!爆笑クリニック
- 4位　平岩弓枝ドラマシリーズ(湖水祭)
- 1984年春 不明

### FNS番組対抗!なるほど!ザ・春秋の祭典スペシャル
- 1984年秋 青い瞳の聖ライフ（TVドラマ）
- 1985年春 不明
- 1985年秋 不明
- 1986年春 スケバン刑事II 少女鉄仮面伝説（TVドラマ）
- 1986年秋 笑っていいとも!
- 1987年春 TVハッカー
- 1987年秋 夜のヒットスタジオDELUXE
- 1988年春 志村けんのだいじょうぶだぁ
- 1988年秋 夜のヒットスタジオDELUXE
- 1989年春 オレたちひょうきん族
- 1989年秋 三枝の愛ラブ!爆笑クリニック
- 1990年春 志村けんのだいじょうぶだぁ
- 1990年秋 チョット待った!!
- 1991年春 志村けんのだいじょうぶだぁ
- 1991年秋 ホテルウーマン（TVドラマ）
- 1992年春 志村けんのだいじょうぶだぁ
- 1992年秋 ごきげんよう
- 1993年春 とんねるずのみなさんのおかげです
- 1993年秋 クイズ!年の差なんて
- 1994年春 クイズ!年の差なんて
- 1994年秋 半熟卵（TVドラマ）
- 1995年春 学校では教えてくれないこと!!

### FNS番組対抗!ザ・秋の祭典スペシャル
- 1995年秋 まだ恋は始まらない（TVドラマ）

## 備考
山形テレビが1993年4月1日付けでテレビ朝日系列フルネット局への移行を控えていたために、同年3月29日に放送された「1993年春の祭典」は山形県では放送されず、フジテレビの遅れネット番組や日本テレビの番組の同時ネットで穴埋めすることになった。具体的には、19:00-19:30の時間帯が「まぼろしまぼちゃん」、19:30-20:00の時間帯が「キテレツ大百科」、20:00-21:00の時間帯が「今夜は好奇心!」、21:00-22:00の時間帯が「スーパーテレビ情報最前線」にそれぞれ差し替えられた形だった。